# Lokalanästhesie (Zahnmedizin)
| Zahnärztliche Lokalanästhesie |
| ----------------------------- |
| MeSH D000766                  |

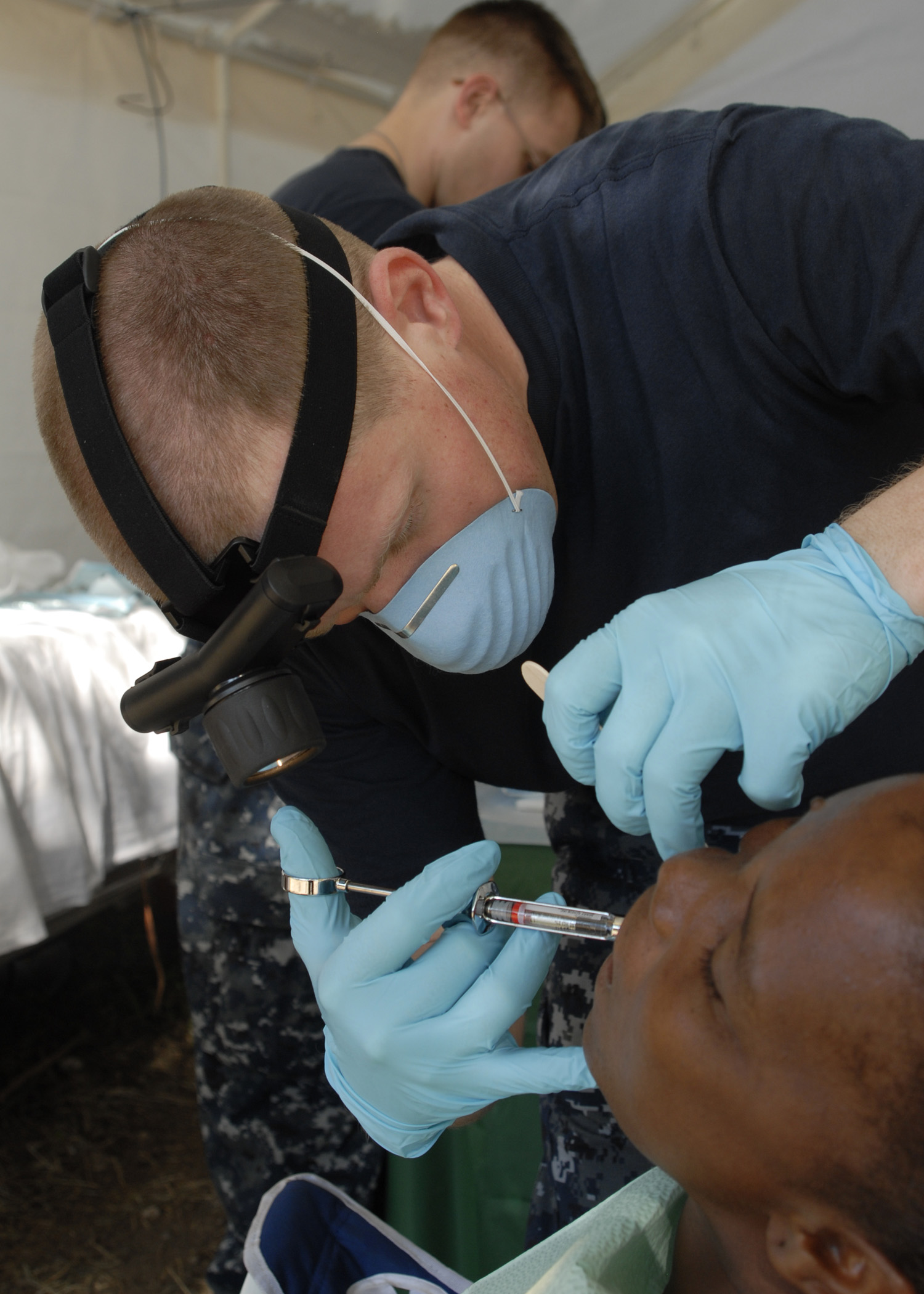
Durchführung einer Lokalanästhesie mit einer Zylinderampullenspritze. Durch Zurückziehen des Daumens kann ein Aspirationstest durchgeführt werden. Die Abstützung mit dem kleinen Finger der rechten Hand bewirkt ein kontrolliertes Vorgehen.

Die Lokalanästhesie (ⓘ; lateinisch locus „Ort“, altgriechisch ἀν an „ohne“ und αἴσθησις aisthēsis „Wahrnehmung“ mit Alpha privativum, demnach örtliche Empfindungslosigkeit, lokale Schmerzausschaltung) oder örtliche Betäubung ist – im Gegensatz zur Allgemeinanästhesie (umgangssprachlich Vollnarkose) – eine auf einen kleinen Bereich beschränkte Ausschaltung des Schmerzes im Bereich von Nervenendigungen oder Nervenleitungsbahnen, ohne das Bewusstsein des Patienten zu beeinträchtigen. Die häufigste ambulante Anwendung findet die Lokalanästhesie in der Zahnmedizin. Dabei wird vor allem unterschieden zwischen der Infiltrationsanästhesie (auch Terminalanästhesie), der intraligamentären Anästhesie und der Leitungsanästhesie (auch Regionalanästhesie). Die Leitungsanästhesie am Unterkiefer erfolgt insbesondere am Nervus alveolaris inferior als Teil des dritten Astes des Nervus trigeminus, des Nervus mandibularis, während die Leitungsanästhesie am Oberkiefer am Nervus maxillaris erfolgt. Das Ziel ist die Schmerzausschaltung bei allen schmerzhaften Eingriffen im Fachgebiet der Zahn-, Mund- und Kieferheilkunde. Die Lokalanästhesie leistet einen entscheidenden Beitrag zur Vermeidung der Dentophobie (Zahnbehandlungsangst), bei entsprechender schmerzarmer beziehungsweise schmerzloser Injektionstechnik auch zur Vermeidung der Trypanophobie (Spritzenangst). Die Durchführung einer Lokalanästhesie steht unter (Zahn-)arztvorbehalt.

## Abgrenzung
Bei der Oberflächenanästhesie wird in der Regel das Anästhetikum auf die Schleimhaut aufgebracht, wobei die sensiblen Nervenenden per Diffusion erreicht werden.
Die Infiltrationsanästhesie ist eine Umspritzung des Zahnes beziehungsweise des Zielgebietes im Gewebe mit einem Lokalanästhetikum. Sensible Leitungsbahnen, die aus einem Bündel Nervenfasern bestehen, leiten die Impulse von Empfindungsrezeptoren zum Gehirn.
Die Leitungsanästhesie hat die Blockade einer Nervenbahn zum Ziel, wodurch alle durch diesen Nervenast innervierten (versorgten) Bereiche anästhesiert werden.
Mit der intraligamentären Anästhesie wird gezielt nur ein Zahn anästhesiert.

## Wirkungsweise
Lokalanästhetika liegen chemisch in zwei Formen vor. Während die nicht dissoziierte, lipophile Base zum Nerv vordringt, ist die hydrophile, dissoziierte Form (Kation) lokal wirksam. Sie blockiert den Natriumeinstrom in (Nerven-)Zellen und somit die Reizleitung. Je dicker die Nervenfaser, desto höher muss die Konzentration des Lokalanästhetikums sein. Aufgrund des geringen Durchmessers der schmerzleitenden C- und A-delta-Fasern werden diese früh gehemmt, während die motorischen A-alpha-Fasern erst spät unterbunden werden.

## Oberflächenanästhesie
Die Oberflächenanästhesie wird in der Mundhöhle zur Schmerzausschaltung der Mundschleimhaut, beispielsweise zur Schmerzreduktion des Einstichschmerzes der nachfolgenden Lokalanästhesie oder bei oberflächlichen Eingriffen am Zahnfleisch angewandt. Zur Anwendung kommen vorwiegend Articain in 2- bis 4-prozentiger Konzentration, Lidocain oder Tetracain in 0,5- bis 3-prozentiger Konzentration. Die Oberflächenanästhetika sind als Gel, Salbe oder Spray erhältlich. Zur besseren punktgenauen Anwendung wird das Anästhetikum meist auf ein Watte- oder Schaumstoffpellet aufgetragen, das etwa eine Minute lang auf die zu anästhesierende Stelle gedrückt wird. Durch den Ethanolgehalt kann auch eine Desinfektion der Injektionsstelle erfolgen. Die Oberflächenanästhesie wird daneben bei empfindlichen Patienten zur Ausschaltung des Würg- oder Schluckreflexes angewandt, beispielsweise bei der Abformung oder der Anfertigung von Röntgenaufnahmen in der Mundhöhle. Dabei wird das Oberflächenanästhetikum auf das Gaumensegel und den Zungengrund aufgebracht. Zur Anwendung kommt hierbei eine 0,5- bis 1-prozentige Lösung. Eine Überschreitung des Grenzdosis muss vermieden werden. Daneben kann eine Anästhesie der Oberfläche auch durch infiltrierende Umspritzungen des Gewebes (Hautquaddeln) erfolgen, ebenso im Rahmen der Segmenttherapie.
Auch durch eine Druckanästhesie kann der Einstichschmerz reduziert oder vermieden werden. Dabei wird Druck durch einen Finger oder ein Instrument für etwa 15 Sekunden auf den vorgesehenen Injektionsbereich ausgeübt.
Dem Patienten die Angst vor der Spritze zu nehmen, bedeutet, ihm auch die Angst vor der Behandlung zu nehmen, denn diese verläuft unter Lokalanästhesie schmerzfrei oder schmerzarm. Meist entstand die Spritzenphobie aus schlechten Vorerfahrungen, vorwiegend in der Kindheit. Eine deutlich wahrnehmbare Empathie des behandelnden Zahnarztes trägt ein Übriges zum Abbau der Spritzenangst bei.
Ein anästhesierendes Gel wird bei Erwachsenen verwendet und ist für die professionelle Zahnreinigung (PZR) bei schmerzempfindlichen Patienten geeignet. Es kann auch bei kleineren parodontalchirurgischen Eingriffen angewendet werden. Es wird mit Hilfe einer stumpfen Nadel in den Sulkus jedes zu behandelnden Zahnes appliziert und besteht – in 5-prozentiger Konzentration – aus gleichen Teilen Lidocain und Prilocain (Oraqix).

## Instrumentarium

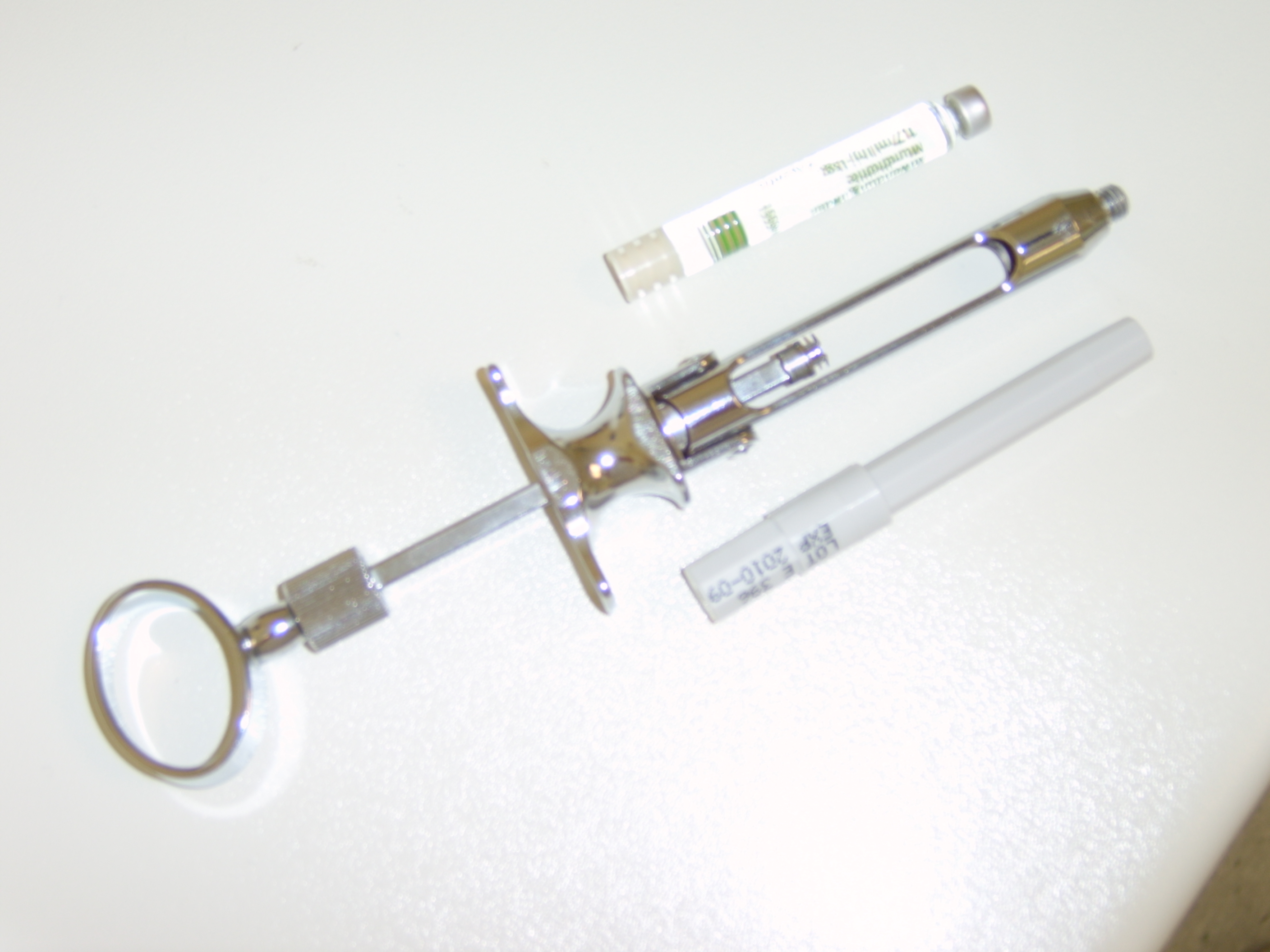
Karpulenspritze mit Zylinderampulle (oben) und Einmal-Injektionsnadel in der Schutzhülle (unten)

In der Regel wird das Anästhetikum zur Infiltrationsanästhesie oder Leitungsanästhesie mit einer Zylinderampullenspritze, auch Karpulenspritze genannt, verabreicht. Es werden jedoch auch Einmalspritzen verwendet, mit denen das Anästhetikum aus Ampullen oder Durchstichflaschen aufgezogen wird. Nach jedem Patienten werden die Nadeln in einer Kanülenabwurfbox entsorgt und das Spritzenbesteck sterilisiert. Teilverbrauchte Zylinderampullen dürfen nicht für andere Patienten weiterverwendet werden. Im Handel sind auch kostenintensivere selbstaspirierende Einmalspritzen mit eingebautem Aspirationsmechanismus erhältlich, sowie selbstaspirierende Zylinderampullenspritzenbestecke (Beispiel: Aspiject nach Evers). Aspiration (siehe unten) und Injektion erfolgen in gleicher Richtung durch Kolbendruck, ohne dass ein Aspirationszug notwendig wird. Zur Anwendung kommen Kanülen nach ISO 7864 beziehungsweise DIN 13097 mit einer Gaugegröße 25 (⌀ 0,5 mm) oder 27 (⌀ 0,4 mm) bei einer Länge von 1" (25 mm) bei der Infiltrationsanästhesie oder 1½" (40 mm) bei der Leitungsanästhesie. Bei Einwegspritzen wird die Kanüle mit der Spritze mittels konischem Luer-Ansatz verbunden, bei Zylinderampullenspritzen mittels Verschraubung.

## Schmerzarme Injektionstechnik

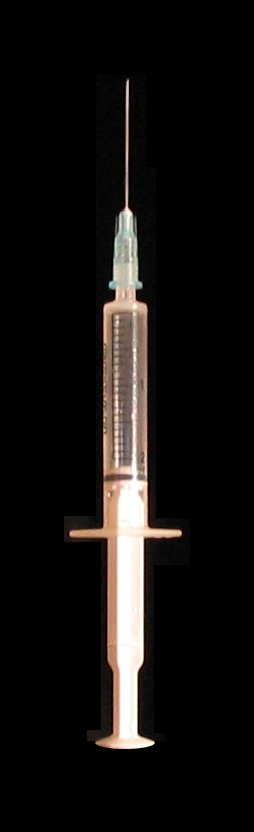
Einweg-Kunststoff-spritze mit Einweg-Kanüle

Eine schmerzreduzierte beziehungsweise schmerzfreie Injektion kann durch das Einhalten mehrerer Maßnahmen erreicht werden. Hierzu gehören die Verwendung eines Oberflächenanästhetikums oder die Anwendung einer Druckanästhesie vor der eigentlichen Injektion. Das Lokalanästhetikum soll auf Körperwärme (37 °C) erwärmt sein. Einmalspritzen lassen sich gefühlvoller handhaben als Zylinderampullenspritzen. Auf Grund ihrer geringen Größe erscheinen Einmalspritzen weniger „bedrohlich“ für den Patienten. Die Injektionskanülen sollen für einen geringeren Initialschmerz einen dreifachen Facettenschliff aufweisen und für ein schmerzreduziertes Gleiten durchs Gewebe silikonbeschichtet sein. Die Injektionskanülen verlieren bereits nach einer ersten Injektion ihre schmerzreduzierende Schärfe, sodass für jede weitere Injektion beim selben Patienten eine neue Kanüle verwendet werden soll. Ein Zurückziehen der Injektionsnadel nach dem Knochenkontakt vermeidet eine schmerzhafte subperiostale Injektion. Die Injektionsgeschwindigkeit soll 1 ml/min nicht überschreiten. Andernfalls führt der plötzlich erzeugte Druckanstieg im Gewebe zu Schmerzen. Alternativ kann eine fraktionierte (aufgeteilte) Injektionstechnik angewandt werden, bei der zuerst ein kleines Depot des Anästhetikums gesetzt wird. Das Einspritzen ins Gewebe erfolgt kurz danach, wenn das erste Depot den Injektionsbereich bereits anästhesiert hat. Die fraktionierte Injektion kann zusätzlich zum Aspirationstest eine intravasale Injektion der Gesamtdosis verhindern helfen, was insbesondere bei Patienten mit Herz-Kreislauf-Erkrankungen sinnvoll ist. Das erste Depot würde in diesem Fall zu einem Pulsanstieg führen. Ein zu heftiger Knochenkontakt führt zum Umbiegen der Nadelspitze, die beim Herausziehen der Kanüle nach der Injektion wie ein kleiner Widerhaken wirkt und schmerzhaft das Gewebe aufreißt.

## Aspirationstest
Vor der eigentlichen Injektion wird durch einen Aspirationstest (Ansaugen der Gewebsflüssigkeit) sichergestellt, dass die Kanülenspitze nicht in einem Blutgefäß zu liegen kommt und dass nicht direkt in ein Gefäß injiziert wird (insbesondere im Bereich der Arteria alveolaris inferior, die unmittelbar neben dem Nervus alveolaris inferior liegt). Läge die Kanülenspitze in einem Blutgefäß, würde dies durch das angesaugte Blut in der gläsernen Zylinderampulle oder Spritze sichtbar. In diesem Fall wird die Injektion abgebrochen und das Spritzenbesteck ausgetauscht und eine neue Injektion – einschließlich erneutem Aspirationstest – durchgeführt. Der Aspirationstest schließt jedoch eine intravasale Injektion nicht völlig aus. Eine intravasale Injektion führt einerseits zu einem Anästhesieversager, andererseits zu unerwünschten Wirkungen auf Herz und Kreislauf, auch durch den in der Anästhetikumlösung enthaltenen Vasokonstriktor (Adrenalin, Noradrenalin).

## Anästhesie im Oberkiefer

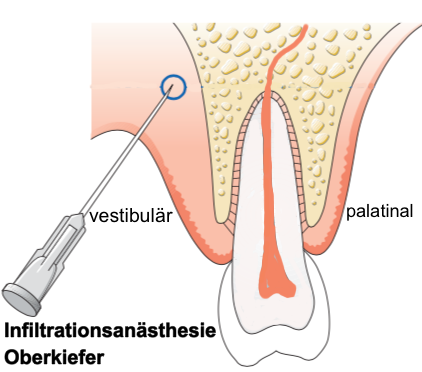
Infiltrationsanästhesie am Oberkiefer-Prämolar

### Infiltrationsanästhesien
Bei zahnärztlichen Eingriffen im Oberkiefer wird zumeist eine Infiltrationsanästhesie durchgeführt. Der Einstich erfolgt in der Umschlagfalte im Mundvorhof in Höhe der Wurzelspitze. Das Anästhetikum wird unter die Schleimhaut (submukös) und über die Knochenhaut (supraperiostal) injiziert, damit es sich im Knochen ausbreitet und durch ihn diffundiert. Der Kieferknochen hat vestibulär eine Dicke von etwa 1–3 mm. Die Wirkung der Anästhesie setzt meist nach ein bis drei Minuten ein und erreicht nach 20 Minuten ihre maximale Wirkungstiefe. Diese genügt, um beispielsweise schmerzfrei einen Zahn zu ziehen (Extraktion).

### Leitungsanästhesien
Der Nervus palatinus major versorgt die dorsalen (hinteren) zwei Drittel der Gaumenschleimhaut. Er kann durch eine Anästhesie am Foramen palatinum majus ausgeschaltet werden, einer kleinen Öffnung, durch die der Nerv hindurchtritt. Dafür genügen 0,2–0,3 ml Anästhetikum. Bei oralchirurgischen Eingriffen wird zusätzlich zur vestibulären Infiltrationsanästhesie die Mundschleimhaut des Gaumens durch einen zweiten Einstich anästhesiert. Für den Seitenzahnbereich (Zähne 4 bis 8) erfolgt dieser gaumenseitige Einstich in Höhe des oberen ersten Molaren, etwa 1 cm vom Zahnhals entfernt.

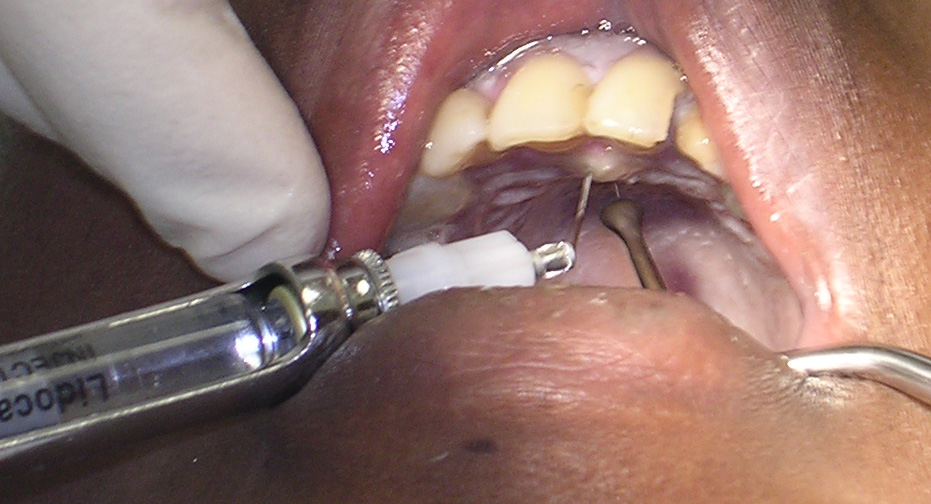
Fehlerhafte Leitungsanästhesie in die Papilla incisiva

In seltenen Fällen ist eine zusätzliche Anästhesie des Nervus nasopalatinus notwendig, der das vordere Drittel der Gaumenschleimhaut versorgt. Hierzu erfolgt eine Injektion von etwa 0,2 ml Anästhetikum am Rande der Papilla incisiva. Für die Frontzähne (Zähne 13 bis 23) erfolgt der gaumenseitige Einstich dicht neben der Papille, jedoch nicht direkt in sie, da diese sehr schmerzempfindlich ist. Alternativ zur Leitungsanästhesie des Nervus incisivus kann die Lokalanästhesie durch einen Einstich direkt im Gaumenbereich des zu behandelnden Zahnes als Infiltrationsanästhesie erfolgen.
Die Abbildung zeigt eine fehlerhafte und schmerzhafte Leitungsanästhesie direkt in die Papilla incisiva. Die Anästhesie wurde mit zu hohem Druck verabreicht, was an der blassen Farbe der Papille erkennbar ist. Zudem wurde eine zu hohe Menge an Anästhetikum gespritzt, was die Papille überproportional anschwellen ließ. Diese Injektionstechnik bei einer palatinalen Lokalanästhesie kann zu einer Nekrose der Gaumenschleimhaut führen. Ferner wurde eine zu dicke Kanüle verwendet, wodurch die Schmerzhaftigkeit erhöht wird. Durch das Abknicken der Injektionskanüle am Kanülenansatz entsteht eine unnötige Bruchgefahr der Kanüle.

## Anästhesie im Unterkiefer

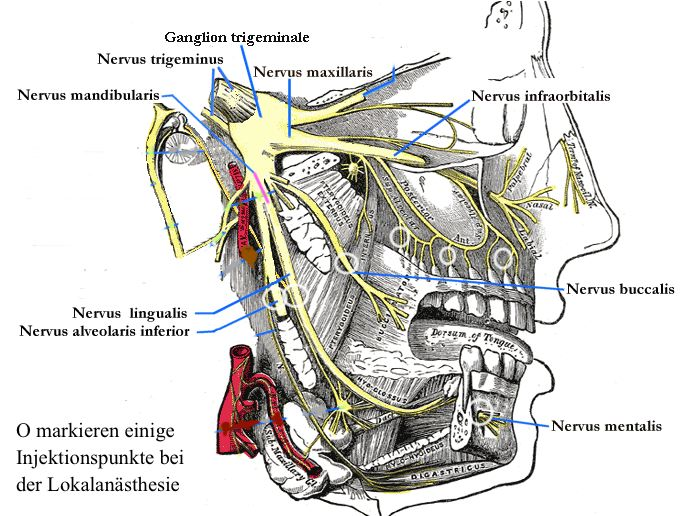
Lokalanästhesie: Injektionspunkte; gelb: Äste des Nervus trigeminus

### Leitungsanästhesie am Foramen mandibulae
Bei zahnärztlichen Eingriffen im Unterkiefer wird normalerweise eine Leitungsanästhesie des Nervus alveolaris inferior am Foramen mandibulae, das innenseitig am aufsteigenden Ast des Unterkieferknochens liegt, gesetzt. Die Schwierigkeit bei der Leitungsanästhesie des N. alveolaris inferior besteht darin, dass der Injektionspunkt, das Foramen mandibulae, selbst klinisch weder tastbar noch auf andere Weise exakt lokalisierbar ist. Die Führung der Kanüle orientiert sich deshalb an tastbaren anatomischen Strukturen. Die Einstichstelle liegt seitlich der Plica pterygomandibularis (Flügel-Unterkiefer-Falte), etwa in der Mitte zwischen den Zahnreihen von Ober- und Unterkiefer. Die Kanüle wird etwa 1 bis 2 cm tief bis auf Knochenkontakt eingeführt. Der Knochenkontakt selbst ist bei entsprechender Injektionstechnik schmerzlos. Die Kanülenspitze befindet sich an der Innenseite des Unterkieferastes, oberhalb des Foramen mandibulare im Spatium pterygomandibulare. Ist die Kanüle exakt positioniert, wird sie nach Knochenkontakt etwas zurückgezogen, um eine Injektion unter die Knochenhaut zu vermeiden, und dann die Injektion vorgenommen.

### Weitere Leitungsanästhesien
Durch das Setzen eines weiteren kleinen Depots von etwa 0,3 ml des Anästhetikums wird in etwa 10 mm Abstand vom Knochen am aufsteigenden Ast des Unterkiefers der Nervus lingualis anästhesiert. Zur Anästhesie des Nervus buccalis werden entweder in der Umschlagfalte des Mundvorhofes vestibulär im Bereich des zu behandelnden Zahnes oder am medialen Rand des aufsteigenden Unterkieferastes 0,3 ml des Anästhetikums injiziert. Zur Ausschaltung der Anastomosen wird bei Bedarf der Nervus mentalis am Foramen mentale anästhesiert.

### Infiltrationsanästhesien

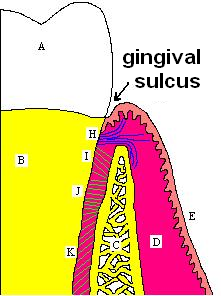
Bei der intraligamentären Anästhesie erfolgt die Injektion in den Sulcus gingivae. A = Zahnkrone, B = Zahnwurzel, E = Gingiva

Infiltrationsanästhesien werden im Unterkiefer speziell im Frontzahnbereich angewandt. Im Seitenzahnbereich genügt eine Infiltrationsanästhesie meist wegen der Knochendicke nicht, da das Anästhetikum nicht den Nervus alveolaris inferior erreichen kann. Sie wird jedoch bei Eingriffen, die nur die Gingiva betreffen, angewandt.

## Intraligamentäre Anästhesie
Eine weitere Möglichkeit der Anästhesie ist die Intraligamentäre Anästhesie (ILA, engl.: PDL-Injection (Periodontal ligament injection), Intraligamentary anesthesia), die sowohl für Unterkiefer- als auch Oberkieferzähne geeignet ist, jedoch mit gewissen Einschränkungen für den Unterkiefer-Seitenzahnbereich. „Intraligamentär“ bedeutet, dass eine Minikanüle in den Periodontalspalt, in die Bänder des Zahnhalteapparates, die Sharpey-Fasern, eingeführt wird. Dort wird das Anästhetikum mit einer besonders dünnen (⌀ 0,3 mm, Gaugegröße G 30), kurzen (12 mm) und spitzen Kanüle injiziert. Die Injektion erfolgt mit geringem Druck mittels einer Spezialspritze (zum Beispiel Citoject), die wie ein Füllfederhalter aussieht, in den Periodontalspalt jeder Zahnwurzel. Das Lokalanästhetikum muss tropfenweise abgegeben werden können. Die Lokalanästhesikum-Abgabe muss mit einem Volumen von 0,1 ml über eine Zeitspanne von mindestens zehn Sekunden kontinuierlich tropfenweise erfolgen. Diese sehr langsame Applikation des Anästhetikums stellt sicher, dass das zahnumgebende Gewebe die Möglichkeit hat, das angediente Anästhetikum zu resorbieren, so dass es nicht zu einer Depotbildung im Desmodont kommt. Neuere Entwicklungen stellen die Dosierradspritzen nach DIN-Norm 13989:2013 (beispielsweise Soft-Ject, HSW HENKE-JECT, HSA 855-00 Hammacher) dar, sowie das elektronisch gesteuerte STA-System (englisch Single tooth anesthesia, The Wand). Die Anästhesielösung durchdringt den Zahnhalteapparat einschließlich der knöchernen Alveole bis zur Wurzelspitze des Zahnes und betäubt dort in wenigen Sekunden die in das Zahnmark eintretenden Nervenfasern. Bei einer intraligamentären Anästhesie wird wenig Anästhetikum je Zahn verabreicht, was besonders bei Herz-Kreislauf-Risikopatienten von Vorteil sein kann. Bei entsprechender Technik ist der Injektionsschmerz geringer als bei anderen Lokalanästhesieverfahren. Die Wirkungsdauer beträgt etwa 20 bis 30 Minuten. Erforderlichenfalls kann nachinjiziert werden. Die Technik der intraligamentären Anästhesie kann auch bei Trypanophobie (Spritzenangst) des Patienten hilfreich sein. Ferner ermöglicht die intraligamentäre Anästhesie eine gezielte Differentialdiagnostik bei pulpitischen Beschwerden, wenn der schuldige Zahn anderweitig nicht ermittelt werden kann. Kontraindiziert ist die ILA bei Patienten mit Endokarditisrisiko, da es zur Keimverschleppung aus dem Periodontalspalt kommen kann. Gemäß, BGB § 670 e Patientenrechtegesetz gehört es auch zu den Aufklärungspflichten eines Zahnarztes, dem Patienten gleichwertige Alternativen zu den herkömmlichen Lokalanästhesieverfahren anzubieten und sie darüber aufzuklären. Bei Patienten mit hämorrhagischer Diathese und unter Antikoagulanzientherapie sind beispielsweise Leitungsanästhesien kontraindiziert, da diese infolge des Risikos massiver Hämatombildung lebensbedrohliche Folgen haben können.

## Leitungsanästhesien im Mundbereich

Innervationsgebiete der drei Hauptäste des fünften („V“) Gehirnnerven Nervus trigeminus

Folgende Leitungsanästhesien können (auch kombiniert) je nach Eingriff notwendig sein, um eine ausreichende Anästhesie zu erreichen.
| Nerv                                                                | Anästhesiertes Gebiet                                                                                            |
| ------------------------------------------------------------------- | --- |
| Leitungsanästhesie des Nervus alveolaris inferior (V3)              | Knochen, Schleimhaut und Zähne einer Unterkieferhälfte                                                           |
| Extraorale Leitungsanästhesie des Nervus alveolaris inferior (V3)   | dto. |
| Leitungsanästhesie des Nervus lingualis (V3)                        | Vordere zwei Drittel einer Zungenhälfte                                                                          |
| Leitungsanästhesie des Nervus buccalis (V3)                         | Schleimhaut der Wange                                                                                            |
| Leitungsanästhesie des Nervus mentalis (V3)                         | Schleimhaut, Haut und Muskel im Kinnbereich einer Seite                                                          |
| Extraorale Leitungsanästhesie des Nervus mentalis (V3)              | dto. |
| Leitungsanästhesie des Nervus palatinus major (V2)                  | hintere zwei Drittel der Gaumenschleimhaut einer Seite und das Zahnfleisch der Oberkiefer-Seitenzähne            |
| Leitungsanästhesie des Nervus nasopalatinus (Nervus incisivus) (V2) | vorderes Drittel der Gaumenschleimhaut einer Seite                                                               |
| Leitungsanästhesie des Nervus maxillaris (V2)                       | eine Oberkieferhälfte                                                                                            |
| Extraorale Leitungsanästhesie des Nervus infraorbitalis (V2)        | über die Rami alveolares alle Zähne einer Oberkieferhälfte und die Haut einer vorderen und oberen Gesichtshälfte |
| Leitungsanästhesie des Nervus facialis (VII)                        | über sensible Fasern Molaren einer Unterkieferhälfte                                                             |

## CCLADS
Im Jahre 1997 wurde ein computergestütztes Lokalanästhesieverfahren (Computer-controlled local anesthetic delivery system, CCLADS) entwickelt (bekannt geworden unter dem Handelsnamen The Wand). Dadurch können mehrere Injektionstechniken angewandt werden:
- Anterior middle superior alveolar nerv block (AMSA), zur örtlichen Betäubung der Oberkieferzähne 15 bis 25.
- Palatinal anterior superior alveolar nerve block (PASA), zur örtlichen Betäubung der Oberkieferzähne 13 bis 23.
- Crestal intraosseous approach (CIA), zur örtlichen Betäubung mittels Injektion in den Knochen.[28]

Weiterentwicklungen führten zur Einzelzahnanästhesie (SingleTooth-Anesthesia-System, STA) und zur intraligamentären Anästhesie.
Das Funktionsprinzip besteht darin, dass das Anästhetikum vom Gerät durch einen dünnen Schlauch bis zur Nadelspitze fließt, die an einer bleistiftartigen Halterung befestigt ist. Das Anästhetikum fließt dabei der Nadelspitze voraus. Die Nadelspitze dringt dadurch in bereits betäubtes Gewebe vor und verursacht keine Schmerzen während der Einführung der Injektionsnadel. Bei diesen Anästhesietechniken wird der Slow-Flow-Mode angewandt, bei der das Gerät 0,005 ml Anästhetikum pro Sekunde abgibt. Klinisch entspricht dies ungefähr einem Tropfen pro 2 Sekunden, was der maximalen Absorptionsrate im spongiösen Knochen entspricht. Diese Techniken machen sich die Porosität des Knochens im Ober- und im Unterkiefer zunutze. Das Anästhetikum wird tropfenweise abgegeben, diffundiert durch den Knochen und erreicht so direkt den Nerv am Apex des Zahnes. Von Vorteil ist, dass keine kollaterale Taubheit der Wangen, der Zunge und der Lippen nach einer Injektion entsteht.
Der Fast-Flow-Mode wird bei der herkömmlichen Infiltrationsanästhesie und bei der Leitungsanästhesie angewandt. Der Inhalt einer Ampulle (1,7–2 ml) kann dabei in 45 Sekunden appliziert werden.
Bei allen Methoden steuert die Elektronik sowohl Druck als auch Flussrate des eingebrachten Anästhetikums, wodurch die Abgabe in das Gewebe kaum wahrgenommen wird.

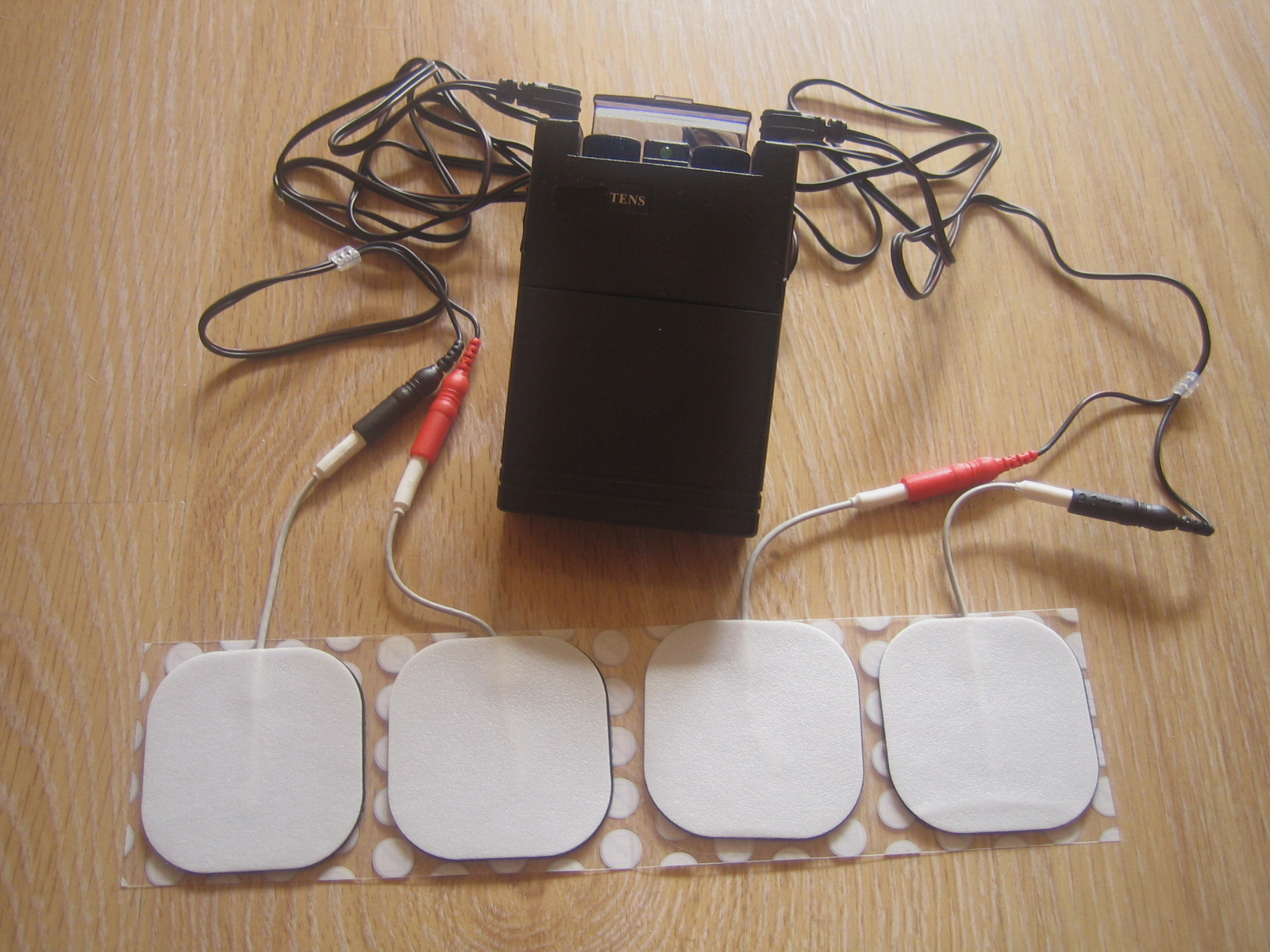
TENS

## TENS
Die transkutane elektrische Nervenstimulation (TENS) ist die Anwendung von Reizstrom, die in der Zahnmedizin neben der Behandlung von Schmerzen auch zur Analgesie bei kleineren Eingriffen wie beispielsweise der Kariestherapie eingesetzt wird. Als Mechanismen sollen schmerzhemmende Botenstoffe (Neurotransmitter) und Endorphine sowie Enkephaline vermehrt ausgeschüttet werden. Durchblutungsfördernde gefäßerweiternde Substanzen wie beispielsweise vasoaktives intestinales Peptid (VIP-Hormon) werden vermehrt gebildet, wodurch die Übertragung von Schmerzimpulsen blockiert wird. Die Impulsweiterleitung peripherer (außerhalb des Rückenmarks und des Gehirns liegender) Nerven wird durch elektrische Hemmvorgänge blockiert.
Das batteriebetriebene TENS-Therapiegerät besteht aus einem Generator und zwei Elektroden. Die Elektroden werden intraoral (im Mund) oder extraoral (außerhalb des Mundes) angebracht. Die Impulsstärke, -frequenz und Stromstärke werden vom Zahnarzt vorab eingestellt, können aber durch den Patienten über einen Handregler je nach Schmerzintensität verändert werden.

## Nasenspray K305
Die Kombination des Lokalanästhetikums Tetracain-HCl (30 mg/ml) mit dem Vasokonstringenz Oxymetazolin-HCl (0,5 mg/ml) als Nasenspray bewirkt bei leichteren Eingriffen eine Lokalanästhesie im Oberkiefer. In den USA ist ein solches Präparat unter dem Namen Kovanaze für Patienten ab einem Körpergewicht von 40 kg durch die FDA zugelassen. Bevorzugt kann diese Form der Lokalanästhesie sowohl bei Trypanophobikern als auch bei Kindern Anwendung finden. Als Nebenwirkungen des Sprays können vorübergehend eine laufende oder verstopfte Nase, Halsschmerzen, Kopfschmerzen und tränenden Augen resultieren.

## Zusatz eines Vasokonstriktors
Der Zusatz eines Vasokonstriktors (zur Gefäßverengung) bewirkt eine antagonistische Wirkung zur Vasodilatation (Gefäßerweiterung) des Lokalanästhetikums. Die Blutgefäße im Wirkbereich verengen und die Durchblutung wird gesenkt. Dadurch wird der Abtransport des Lokalanästhetikums selbst verlangsamt und seine Wirkungsdauer verlängert. Außerdem führt dies zu einer Blutleere im Operationsgebiet und dient somit bei chirurgischen Eingriffen der besseren Übersicht für den Operateur. Die Kombination von Procain und Adrenalin wurde im Jahre 1905 von Heinrich Braun als Meilenstein des medizinischen Fortschritts gelobt.

### Patientenklassifikation
Die Einteilung der Patienten in Risikoklassen erfolgt nach der ASA-Klassifikation. Das im Mai 1941 von Meyer Saklad et al. unter dem Titel Grading of patients for surgical procedures von der American Society of Anesthesiologists (ASA) vorgeschlagene Schema unterscheidet die Patienten vor der Narkose anhand von systemischen Erkrankungen. Für die ambulante zahnärztliche Behandlung sind von den sechs Gruppen nur die ersten drei Gruppen relevant. Die Gruppen vier bis sechs beschreiben Fälle, die einer stationären Behandlung bedürfen.
- ASA 1: Normaler, gesunder Patient
- ASA 2: Patient mit leichter Allgemeinerkrankung
- ASA 3: Patient mit schwerer Allgemeinerkrankung

Neben den in der ASA-Klassifikation mit ASA 3 und höher Eingruppierten gelten Schwangere, Kinder und Patienten über 65 Jahre bei der zahnärztlichen Lokalanästhesie als Risikopatienten. Insbesondere die Auswahl der Konzentration des Vasokonstriktors soll je nach ASA-Grad
und der voraussichtlichen Dauer des Eingriffs erfolgen. Die Klassifikation ist jedoch wegen unklaren Definitionen, auch nach diversen Modifikationen, umstritten.

### Adrenalin

Schematische Darstellung der Vasokonstriktion

Bei einem Katecholaminzusatz > 1:100.000 wird die Grenzdosis eher durch den Vasokonstriktor bestimmt als durch die lokalanästhetische Substanz. Die Höchstdosis an Adrenalin (Epinephrin) limitiert in diesem Fall die zu verabreichende Menge an Lokalanästhetikum je Behandlungssitzung bei einem 70 kg schweren Menschen auf 20 ml. Bei Patienten mit kardiovaskulären Erkrankungen beträgt die Maximaldosis 40 Mikrogramm, was 8 ml der Lösung 1:200.000 (4 Karpulen) entspricht. Hinsichtlich der Höchstdosis ist der Adrenalinzusatz in Retraktionsfäden zu berücksichtigen, die zur Blutstillung nach der Präparation von Zähnen für Zahnersatz Anwendung finden.
Bei Kindern bis 2 Jahren beträgt die Tageshöchstdosis eines adrenalinhaltigen Anästhetikums (1:200.000) 2 ml, bis 4 Jahren 4 ml, bis 12 Jahren 6 ml.

### Noradrenalin
Noradrenalin (Norepinephrin) hat eine erheblich höhere Rate an unerwünschten Nebenwirkungen, beispielsweise das Auftreten von Kopfschmerzen, einer starken Blutdruckerhöhung und Bradykardie. Die Nebenwirkungsquote von Noradrenalin zu Adrenalin liegt bei 9:1. Adrenalin hat deshalb größtenteils das Noradrenalin als Vasokonstriktor verdrängt.

### Sonstige
Felypressin (Octapressin) ist ein synthetischer Vasokonstriktor, chemisch mit Vasopressin verwandt, mit identischer Funktionsweise wie Epinephrin oder Norepinephrin, jedoch bei geringerer Wirkung und hat deshalb an Bedeutung verloren. Als wehenauslösendes Mittel ist es in der Schwangerschaft kontraindiziert. Es wird dem Prilocain mit 0,03 I.E. zugesetzt (Xylonest).

## Wirkungsdauer
Eine Leitungsanästhesie hält unterschiedlich lange an, je nach verwendetem Lokalanästhetikum, dessen Konzentration und der zugesetzten Menge des Vasokonstriktors (Adrenalin oder Noradrenalin). Überwiegend werden die Lokalanästhestika Articain und Lidocain verwendet.
Beispiel Articain:

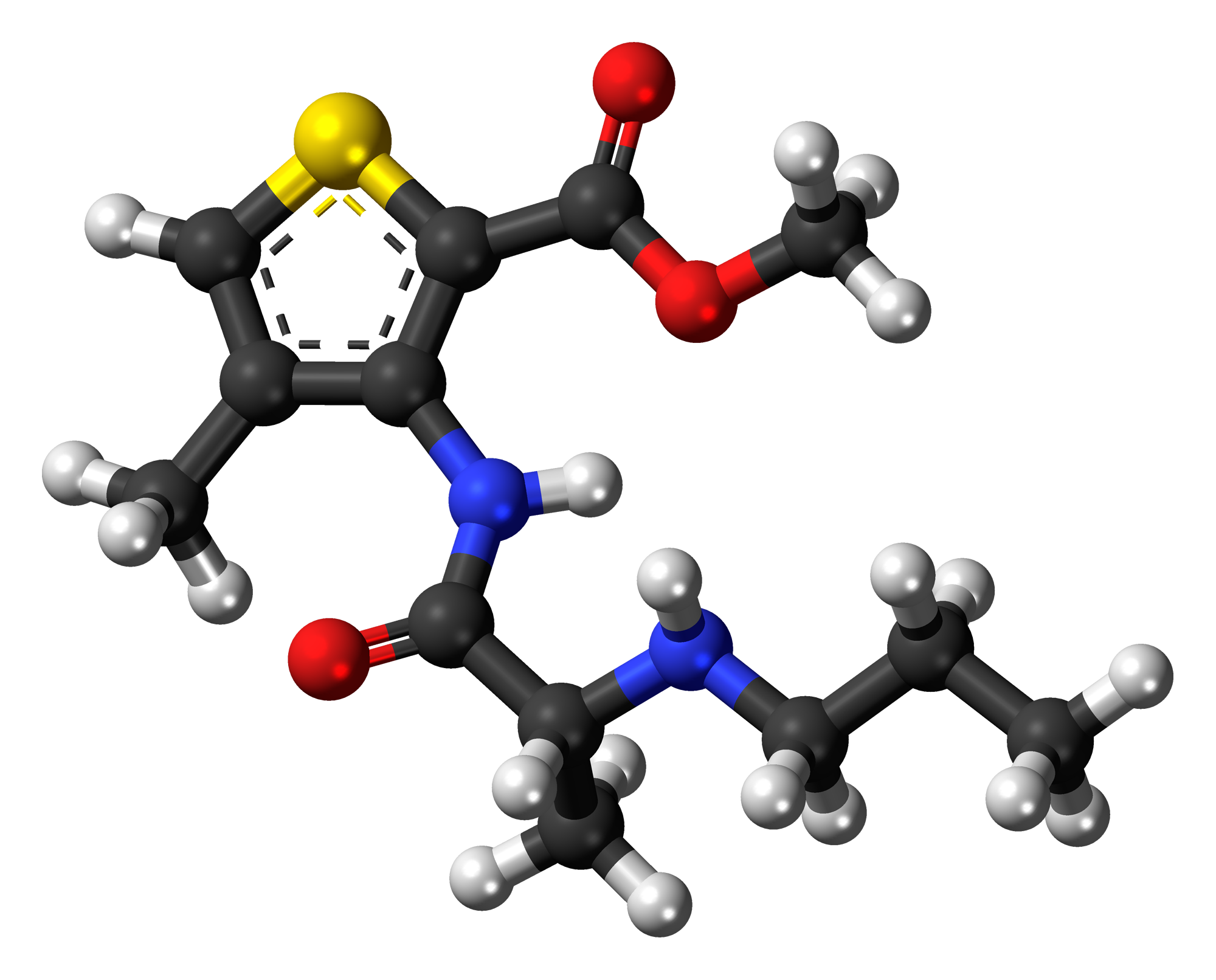
Kugel-Stab-Modell des Articains

- 2 % ohne Vasokonstriktor: eingriffsreife Wirkungsdauer ca. 20 Minuten
- 4 % mit Vasokonstriktor Adrenalin 1:200.000: eingriffsreife Wirkungsdauer ca. 45 Minuten
- 4 % mit Vasokonstriktor Adrenalin 1:100.000: eingriffsreife Wirkungsdauer ca. 75 Minuten

Demgegenüber kann ein subjektives Taubheitsgefühl zwei bis drei Stunden andauern. Es wird bei chirurgischen Eingriffen eine über den Eingriff hinausgehende Wirkungsdauer angestrebt, um unmittelbare postoperative Schmerzen zu vermeiden. Bei länger dauerndem Eingriff kann die Lokalanästhesie wiederholt werden. Erwachsene können im Laufe einer Behandlung bis zu 7 mg Articain pro kg Körpergewicht erhalten. Unter Aspirationskontrolle wurden bei gesunden Erwachsenen Mengen bis zu 500 mg (entspricht 12,5 ml Injektionslösung, beziehungsweise 7–8 Karpulen der 4-prozentigen Lösung) gut vertragen.
Die Anflutzeit des Articains kann individuell bis zu 13 Minuten dauern, bevor eine ausreichende Anästhesietiefe erreicht wird.
Bupivacain (z. B. Carbostesin) ist eines der am stärksten wirksamen Präparate, es wird in der Zahnheilkunde im Rahmen besonders langdauernder Behandlungen, für therapeutische Nervenblockaden sowie in der Schmerztherapie eingesetzt. Es ist in 0,25 und 0,5%iger Lösung im Handel. Der Wirkungseintritt findet verzögert statt. Die Wirkungsdauer hingegen beträgt im Oberkiefer durchschnittlich bis zu fünf, im Unterkiefer bis zu acht Stunden. Der Zusatz an Vasokonstriktor verlängert die Wirkungsdauer nicht.
Phentolaminmesilat ist in der Lage, die Wirkungsdauer um die Hälfte und damit das Taubheitsgefühl des Lokalanästhetikums bei zahnärztlichen Anwendungen zu verkürzen. Es ist seit Anfang 2011 in Deutschland zugelassen und seit 2013 in Deutschland unter dem Handelsnamen OraVerse, in der Schweiz als Regitin (2-(N-p-Tolyl-N-m-oxyphenyl-aminomethyl) imidazoli von Ciba) nerhältlich. Eine Patrone enthält 400 μg Phentolaminmesilat. Es wird in gleicher Weise appliziert wie das Anästhetikum selbst. Die Injektion ist schmerzfrei, weil die verabreichte Lokalanästhesie noch wirkt.

## Häufigkeit der Anwendung
In Deutschland wird die zahnärztliche Lokalanästhesie etwa 57 Millionen Mal pro Jahr ambulant durchgeführt, davon etwa 51,6 Millionen Mal bei Kassenpatienten. Demgegenüber werden in allen anderen medizinischen Fachgebieten etwa 7,5 Millionen Lokalanästhesien ambulant durchgeführt.

## Seltene Anwendungen
Nur noch in seltenen Ausnahmefällen werden eine Tuberanästhesie (am Oberkieferhöcker, Tuber maxillae), eine Schädelbasisanästhesie, eine perkutane Leitungsanästhesie im Gesicht, eine extraorale Leitungsanästhesie, eine intraossäre Anästhesie, eine intraseptale Anästhesie oder die Ausschaltung des Nervus infraorbitalis durchgeführt. Die Kälteanästhesie wird wegen der schleimhautschädigenden Wirkung kaum angewandt. Die zentrale Anästhesie des Nervus trigeminus durch eine Blockade am Ganglion Gasseri (Ganglion semilunare) erfolgt nur noch bei schwer beherrschbaren Schmerzzuständen bei einer Trigeminusneuralgie. Sie erfolgt in der Regel durch den Neurochirurgen unter röntgenologischer Kontrolle.

### Gow-Gates-Technik
Die Gow-Gates-Technik (benannt nach dem Erstbeschreiber, dem Australier George Gow-Gates) wurde 1973 entwickelt, um die Misserfolgsquote der Leitungsanästhesien auf nur 5 % zu vermindern. Mittels einer einzigen Injektion werden mehrere Leitungsanästhesien, nämlich des Nervus alveolaris inferior, des Nervus lingualis, des Nervus mylohyoideus, des Nervus auriculotemporalis und – mit 75-prozentiger Wirkung – auch des Nervus buccalis, durchgeführt. Hierzu wird ein Depot des Lokalanästhetikums am Kondylenhals des Unterkiefers gesetzt. Bei weit geöffnetem Mund wird an der Incisura intertragica der Kondylenkopf ertastet und dient als „Zielmarke“. Die Injektionsnadel (Gaugegröße 27) wird zu zwei Dritteln in die Umschlagfalte hinter dem Tuber maxillae in den paratubären Raum eingeführt und der Knochenkontakt am Kondylenhals gesucht. Der Nervenstrang selbst liegt distal des Kondylus. Nach Aspirationstest und erfolgter Injektion soll der Patient den Mund eine weitere Minute weit geöffnet halten. Wegen der geringen vaskulären Versorgung dieses Bereichs und des dadurch verlangsamten Abtransports des Lokalanästhetikums wird ein Lokalanästhetikum (Mepivacain – Scandicain, Meaverin) ohne Vasokonstriktor verwendet. Die Injektion ist für den Patienten kaum wahrnehmbar. Der Patient sollte zuvor aufgeklärt werden, dass bei der Gow-Gates-Lokalanästhesie eine Gesichtshälfte mehr oder minder vollständig anästhesiert sein wird.

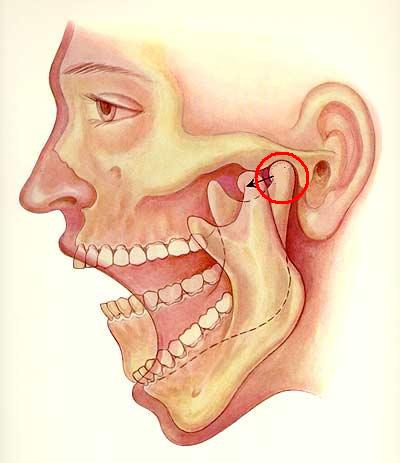
Vorschubbewegung des Unterkiefers bei der Mundöffnung
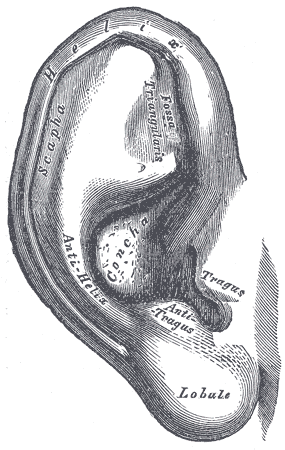
Die Incisura intertragica liegt zwischen Tragus und Antitragus
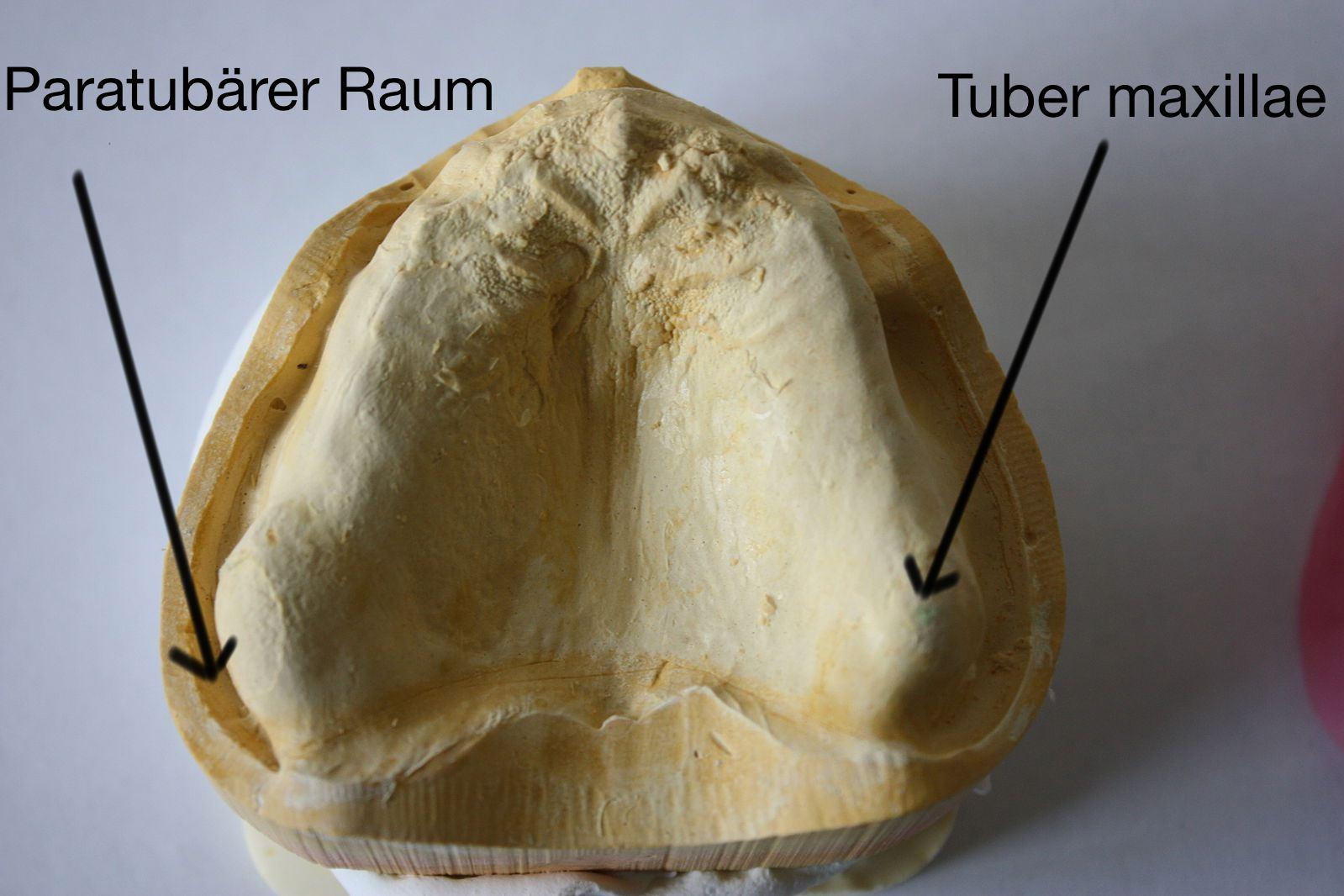
Paratubärer Raum
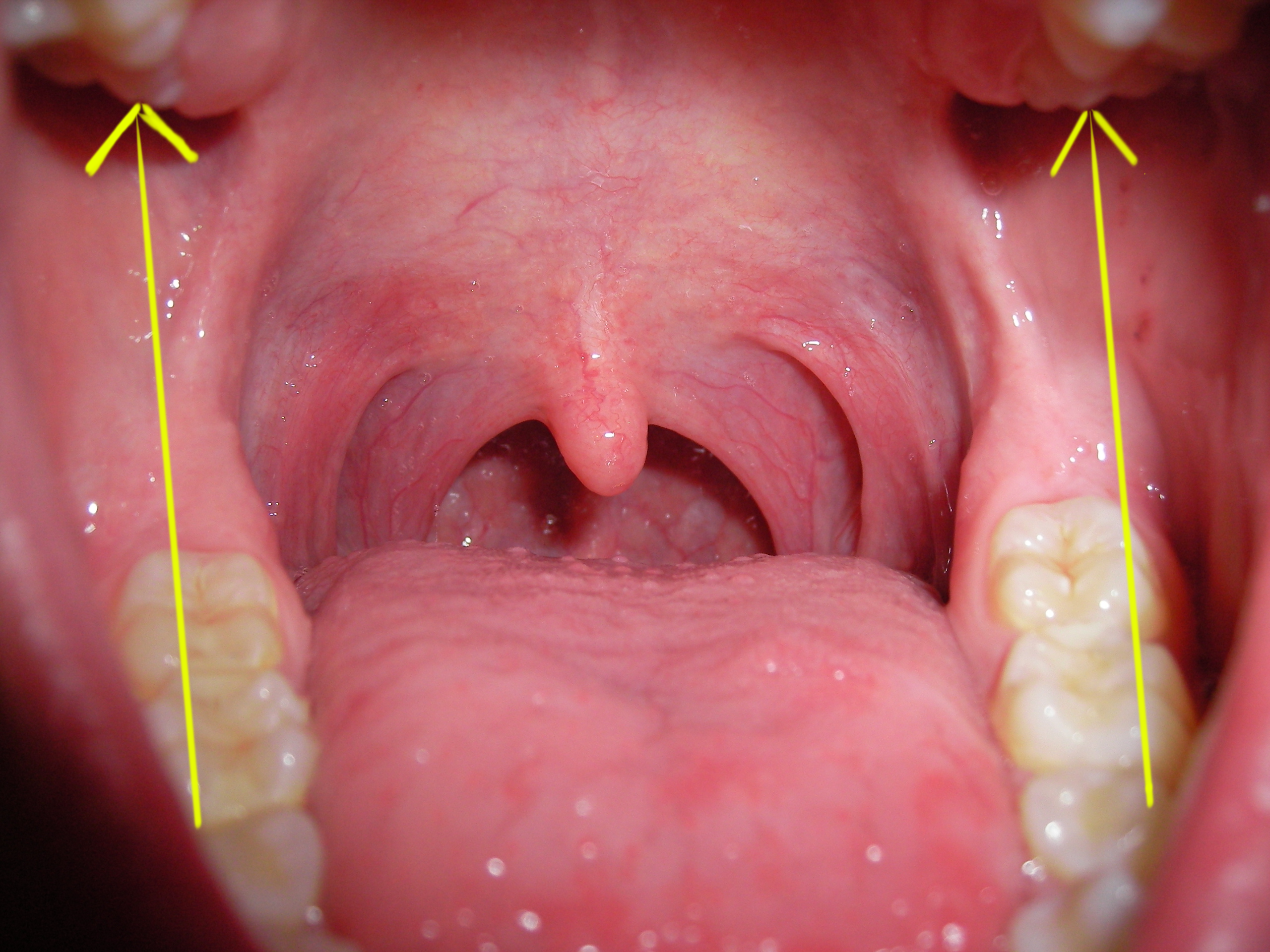
Einschubrichtung der Injektionskanüle
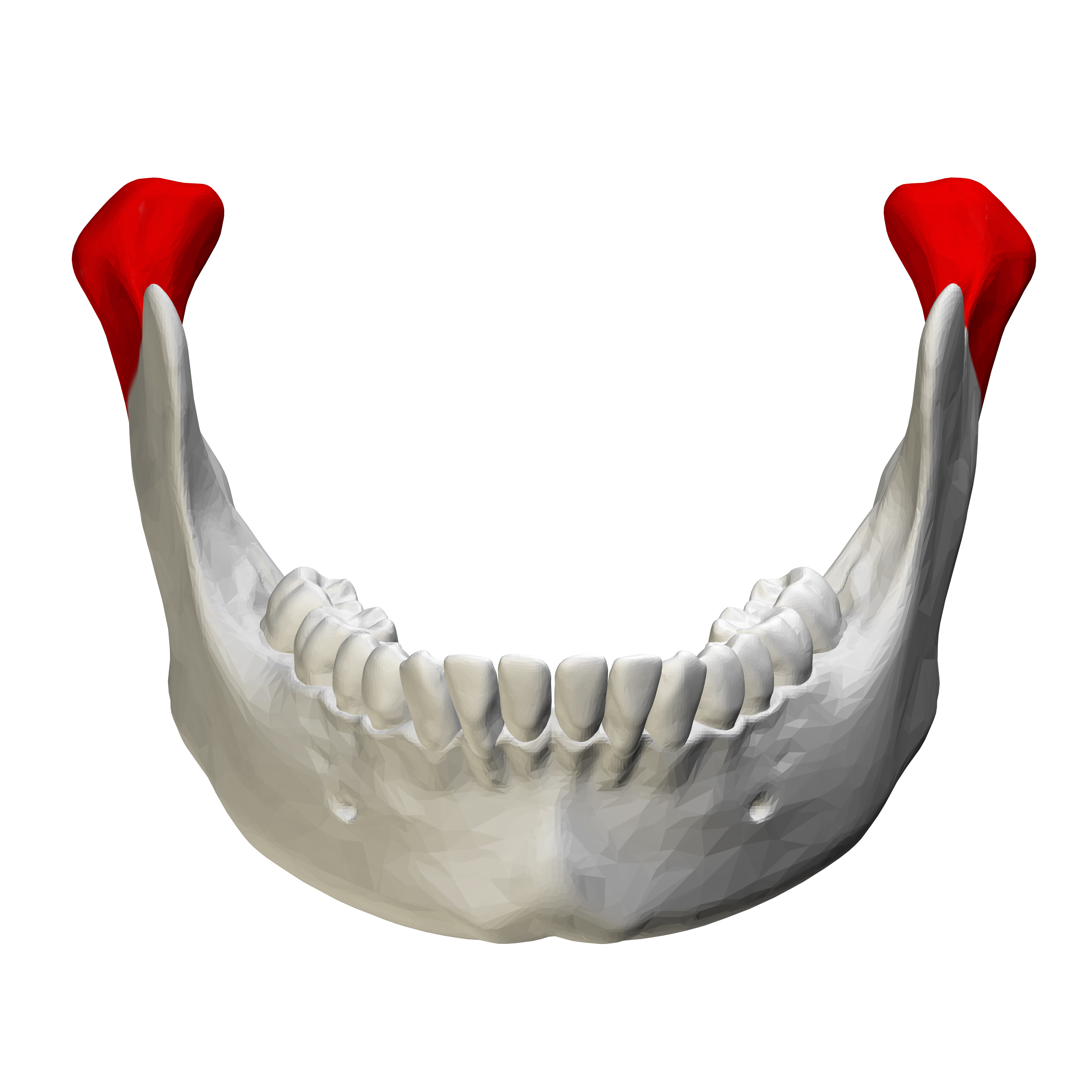
Kondylus (rot)

### Methode nach Laguardia und der Vazirfani-Akinosi-Block

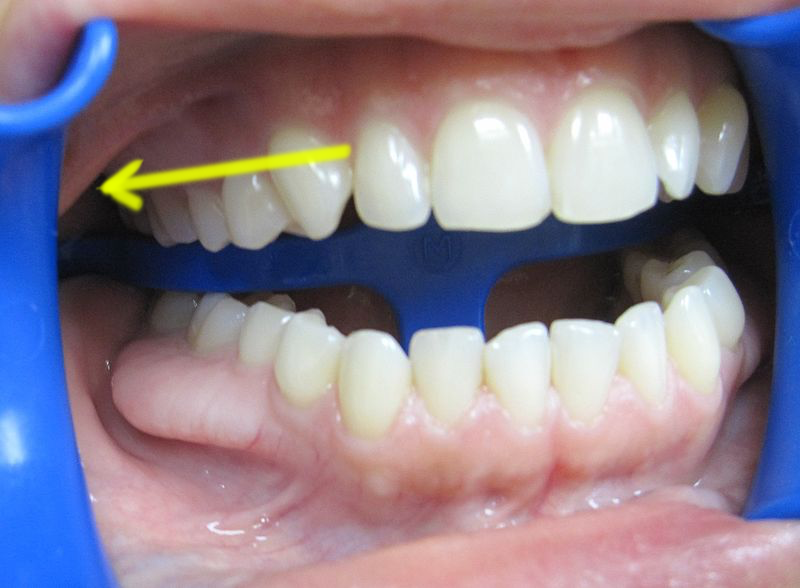
Einschubrichtung der Injektionsnadel bei der Methode nach Laguardia

Die Leitungsanästhesie nach Laguardia und der Vazirfani-Akinosi-Block wurden entwickelt, um notwendige Leistungsanästhesien des Nervus mandibularis bei behinderter Mundöffnung zu ermöglichen und dabei eine extraorale Leitungsanästhesie vermeiden zu können. Dabei wird die Injektionskanüle bei geschlossener Zahnreihe des Patienten an den oberen Backenzähnen entlang bis in das Spatium pterygomandibulare vorgeschoben und das Lokalanästhetikum injiziert.

### Intrapulpale Anästhesie
Die unmittelbar in die eröffnete Pulpa durchgeführte Injektion von etwa 0,2–0,3 ml Anästhesielösung wird ergänzend zur üblichen Lokalanästhesie durchgeführt, wenn bei endodontischen Behandlungen (Wurzelkanalbehandlungen) keine ausreichende Schmerzausschaltung erreicht werden kann.

### Extraorale Leitungsanästhesie

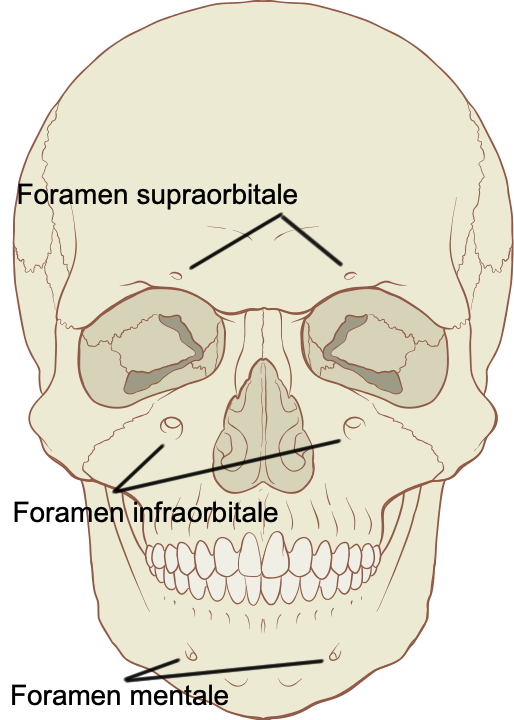
Nervaustrittspunkte am Gesichtsschädel

Bei einer stark eingeschränkten Mundöffnung und Nichtdurchführbarkeit der erwähnten Anästhesietechniken wird in seltenen Fällen auf die extraorale Leitungsanästhesie zurückgegriffen.

#### Nervus alveolaris inferior
Zur extraoralen Leitungsanästhesie des Nervus alveolaris inferior wird die Einstichstelle zwei Zentimeter vor dem Kieferwinkel, medial des Ramus mandibulae, aufgesucht. Die Injektionskanüle wird senkrecht entlang des Unterkieferknochens bis zur Lingula mandibulae (Knochenzunge an der Innenseite des Unterkieferastes, die das Foramen mandibulae überdeckt) vorgeschoben.

#### Nervus mentalis
In ebenfalls sehr seltenen Fällen kann eine extraorale Leitungsanästhesie des Nervus mentalis durchgeführt werden.
Hierzu wird die Einstichstelle drei Zentimeter unterhalb des Mundwinkels aufgesucht. Die Injektionskanüle wird senkrecht bis zum Knochenkontakt eingeführt.

#### Nervus infraorbitalis
Bei der extraoralen Technik zur Leitungsanästhesie des Nervus infraorbitalis markiert man durch Palpation mit dem Zeigefinger der linken Hand von außen die Gegend des Foramen infraorbitale und sticht die Kanüle unterhalb des markierenden Fingers durch die Haut in Richtung auf das Foramen infraorbitale ein. Eine Injektion in den Canalis infraorbitalis ist zu vermeiden, da sonst eine Nervschädigung mit langandauernden Beschwerden nicht ausgeschlossen werden kann.

## Anästhesieversager
Als Anästhesieversager bezeichnet man Lokalanästhesien, deren Wirkung nicht oder nur partiell eintritt.

### Lokalanästhesie im entzündeten Bereich
Entzündungen oder Infektionen an dem zu betäubenden Zahn können wegen des dadurch verursachten Abfalls des pH-Wertes zu einer Abschwächung der anästhetischen Wirkung (und zu einer Keimverschleppung in das umliegende Gewebe) führen. Eine Diffusion des Anästhetikums in die Nervenfasern kann nur durch die undissoziierte (nicht in Ionen gespaltene) Base erfolgen. Der normalerweise leicht basische pH-Wert des Gewebes fällt durch eine Entzündung ab (pH ≤ 6,0), wodurch auf Grund des damit verbundenen geringeren Basenanteils die Diffusionsfähigkeit verringert und damit die Wirkung des Lokalanästhetikums (bis zur Wirkungslosigkeit) abgeschwächt werden kann.

### Anatomische Ursachen
Durch die hohe Gefäßdichte im Kopf- und Halsbereich kann es – auch bei negativem Aspirationstest – zu partieller oder völliger intravasaler Injektion des Anästhetikums kommen, so dass es seine Wirkung im Injektionsbereich nicht entfalten kann. Dies betrifft etwa 20 % aller Lokalanästhesien im Mundbereich. Die hohe Gefäßdichte kann zu einem schnellen Abtransport des Anästhetikums führen, wodurch die Wirkung beziehungsweise die Wirkungsdauer reduziert werden kann.
Der Injektionspunkt bei der Leitungsanästhesie des Nervus mandibularis, speziell des Nervus alveolaris inferior, das Foramen mandibulae, ist klinisch weder tastbar noch auf andere Weise exakt lokalisierbar und unterliegt gleichzeitig einer anatomischen Vielfalt. Das Foramen mandibulae liegt beispielsweise bei Kindern weiter hinten, bei Totalprothesenträgern weiter vorn, was zum zahnärztlichen Allgemeinwissen gehört. Trotzdem kann es zum Anästhesieversager kommen, wenn das Foramen mandibulae von der üblichen Position abweicht.
Es kann eine akzessorische Innervation beispielsweise durch die Nervi mylohyoideii vorliegen.

### Fehlerhafte Injektionstechnik
Zu einem Anästhesieversager bei der Leitungsanästhesie des Nervus mandibularis kann es auch durch eine fehlerhafte Injektionstechnik in den Musculus pterygoideus medialis, in den Plexus venosus pterygoideus oder in die Parotisloge kommen.

## Diagnostische Lokalanästhesie
Die Lokalanästhesie wird zur Eingrenzung von Zahnschmerzen verwendet, wenn der die Schmerzen verursachende Zahn nicht durch andere Verfahren herausgefunden werden kann. Hierzu werden einzelne Zähne gezielt anästhesiert und im Ausschlussverfahren der Verursacher gesucht.

## Therapeutische Lokalanästhesie
Zur Behandlung der atypischen Odontalgie (atypische Zahnschmerzen, siehe auch atypischer Gesichtsschmerz) wird die therapeutische Lokalanästhesie angewandt. Dabei werden einmalig oder an zwei aufeinander folgenden Tagen 1,7 ml des Lokalanästhetikums Articain ohne Vasokonstriktor in den Ort des Schmerzes injiziert. Sie kommt auch im Rahmen der Neuraltherapie in Form der Heilanästhesie zur Anwendung. Bei einem Teil der Patienten wird dadurch eine Schmerzlinderung erzielt, die weit über die Wirkdauer der Anästhesie andauert und im Idealfall zum völligen Verschwinden der Beschwerden führt; die Wirkung von Heilanästhesie über den Placeboeffekt hinaus, lässt sich allerdings nicht belegen, weshalb sie auch zu den Pseudowissenschaften gezählt wird.

## Präventive Lokalanästhesie
Bei einer Chemotherapie in der Onkologie werden zur Vorbeugung einer ausgeprägten Mukositis mehrere Lokalanästhesien mit Vasokonstriktor im Mund-/Kieferbereich verabreicht, wodurch eine Anflutung des Chemotherapeutikums in die Schleimhaut vermindert wird. Zusätzlich kann eine dreißigminütige Kältetherapie mittels Lutschen von Eiswürfeln vor der Bestrahlung die lokale Vasokonstriktion bei der Strahlentherapie verstärken. Die dadurch erreichte Sauerstoffunterversorgung des Gewebes vermindert die zelluläre Strahlenempfindlichkeit.

## Kontraindikationen
Für die Anwendung des Vasokonstriktors Adrenalin gelten als absolute Kontraindikationen das Engwinkelglaukom, die hochfrequente absolute Arrhythmie und die Einnahme von trizyklischen Antidepressiva. Letztere erhöhen die Adrenalinwirkung um das Dreifache.
Bei Kokain-Abusus darf dem Lokalanästhetikum kein (Nor-)Adrenalin zugesetzt sein, da Kokain den Abbau dieser Substanzen hemmt und es zu lebensbedrohlichen Hochdruckkrisen kommen kann.

## Unerwünschte Wirkungen

### Intravasale Injektion
Gelangt eine zu große Menge der verwendeten Substanz in das Kreislaufsystem, beispielsweise bei unbemerkter intravenöser Injektion, kann es zu unerwünschten Wirkungen kommen. Diese zeigen sich in Unruhe, Schwindelgefühl, Herzklopfen, oralem Kribbeln, metallischem Geschmack im Mund bzw. Taubheit bis hin zu generalisierten Krampfanfällen.

### Allergische Reaktionen
Bei Lokalanästhetika vom Amid-Typ wurden vor allem allergische Reaktionen gegen bestimmte Stabilisatoren, die den Präparaten beigemischt waren, beobachtet, wie beispielsweise Methylparaben oder Natriumthiosulfat, welche als Konservierungsmittel dienen. Neuere Lokalanästhetika vom Amid-Typ werden parabenfrei hergestellt. Allergien treten vor allem bei Lokalanästhetika vom Ester-Typ (Procain – Novocain) auf, da beim Abbau dieser Substanzen Paraaminobenzoesäure entsteht, die für die allergische Reaktion verantwortlich gemacht wird. Lokalanästhetika vom Ester-Typ werden nur noch selten verwendet,

### Alveolitis sicca
Die regelrechte Wundheilung nach einer Zahnextraktion erfolgt als Primärheilung. Dabei blutet die Alveole  (Zahnfach) voll, es bildet sich ein Koagulum (Blutpfropf) in der Alveole, das nach einigen Tagen von einsprießenden Kapillaren durchblutet wird und sich über ein Granulationsgewebe in ein Narbengewebe umwandelt, woraus sich später wieder Knochen bildet. Bei einer sehr schwachen Blutung aus der Extraktionswunde – hierfür kann der Vasokonstriktorzusatz im Lokalanästhetikum verantwortlich sein – bildet sich eventuell erst gar kein Koagulum und der Knochen liegt frei, wodurch er den Mundkeimen ausgesetzt ist und eine Kontamination mit Bakterien resultiert. Die Folge ist eine schmerzhafte Wundheilungsstörung, die Alveolitis sicca (Synonyme: Trockene Alveole, Alveolitis sicca dolorosa, Dolor post extractionem oder dry socket), eine spezielle Form der Osteitis (Knochenentzündung).

### Lokalanästhesie bei ADHS
Bei Aufmerksamkeits-Defizit-Hyperaktivitäts-Störungen (ADHS) kann es zu Abweichungen bei der Wirkung von Lokalanästhetika kommen. Die Wechselwirkungen von Methylphenidathydrochlorid (Ritalin), dem primär benutzten Medikament bei diesen Patienten, der ein selektiver Noradrenalin-/Dopamin-Wiederaufnahme-Hemmer (SNDRI) ist, schränken die Medikamentenauswahl ein. Die medikamentöse Therapie kann auch mit Atomoxetin (Strattera), einem selektiven Noradrenalin-Wiederaufnahmehemmer oder individuell rezeptierten Amphetaminen, die die Noradrenalin/Dopamin-Freisetzung beeinflussen, erfolgen. Die Wechselwirkungen sind Gegenstand der Forschung. Alle Präparate sind Sympathomimetika, was eine Erhöhung von Blutdruck und Herzfrequenz und eine Bronchodilatation bedeutet. Der Einsatz von Vasokonstriktoren in der Lokalanästhesie sollte daher vorsichtig erfolgen, das heißt in geringer Dosis (max. 1 mg/kg Körpergewicht, max. 40 mg). Wie bereits ausgeführt, beträgt bei Kindern bis 2 Jahren die Tageshöchstdosis eines adrenalinhaltigen Anästhetikums (1:200.000) 2 ml, bis 4 Jahren 4 ml, bis 12 Jahren 6 ml der Anästhesielösung. Der Einsatz einer intraligamentären Anästhesie sei – wenn möglich – zu bevorzugen. Aus einer Ambulanz für Erwachsene mit ADHS wurde berichtet, dass etwa 10–20 % der Betroffenen auffällig verlängerte (circa 24 Stunden) oder (häufiger) deutlich verkürzte und abgeschwächte Wirkungen einer Lokalanästhesie bei einer zahnärztlichen Behandlung angaben.

## Komplikationen
Neben den systemischen unerwünschten Wirkungen (beispielsweise durch eine intravasale Injektion) kann es zu verschiedenen Komplikationen auf Grund der Verabreichungstechnik der Lokalanästhesie kommen. In den meisten Fällen sind diese reversibel und bleiben damit ohne Folgen. Es können Nervenschädigungen auftreten, insbesondere des Nervus lingualis und des Nervus alveolaris inferior. Diese sind meist irreversibel und aufklärungspflichtig. Daneben können Gefäßschädigungen und Gewebeschäden der Schleimhaut auftreten. Hämatome (Blutergüsse) können durch Eröffnung von Blutgefäßen auftreten. In sehr seltenen Fällen kommt es zur Infektion (Spritzenabszess) oder zu einer Kieferklemme. Extrem selten tritt ein Bruch der Injektionskanüle auf, der im schlimmsten Fall zu ihrer Aspiration oder zum Verschlucken führen kann. Bei (auch vermuteter) Aspiration oder Verschlucken des Kanülenbruchstücks ist umgehend ein notärztlicher Transport zur stationären Behandlung beziehungsweise Überwachung notwendig.

## Nadelstichverletzungen
Zahnärzte erleiden bei ihrer beruflichen Tätigkeit durchschnittlich drei perkutane Verletzungen pro Jahr, am häufigsten als Nadelstichverletzung bei der Durchführung von Lokalanästhesien. Bei Nadelstichverletzungen können verschiedenste infektiöse Erreger übertragen werden, vor allem das humane Immundefizienz-Virus (HIV) sowie das Hepatitisvirus B (HBV) und Hepatitisvirus C (HCV). Insgesamt wurde in Deutschland im Jahre 2002 die Zahl der Nadelstichverletzungen im Gesundheitswesen auf etwa 500.000 geschätzt. Pro Jahr erkranken bei ihrer beruflichen Tätigkeit durch perkutane Verletzungen deutschlandweit rund 500 Personen an Hepatitis B. 2007 verzeichnete die Deutsche Gesetzliche Unfallversicherung 3959 meldepflichtige Arbeitsunfälle, die durch „stechende und schneidende ärztliche Werkzeuge“ verursacht worden waren. Seither geht die Kurve stark nach unten. Im aktuellen Berichtsjahr 2014 wurden 1162 vergleichbare Fälle gemeldet.

### Statistik
Statistik der Berufsgenossenschaft für Gesundheitsdienst und Wohlfahrtspflege zu Fällen mit Arbeitsunfähigkeit (AUF) im Bereich der Zahnmedizin nach Nadelstichverletzungen, bei denen eine HIV- oder Hepatitis-Postexpositionsprophylaxe bei Versicherten durchgeführt wurde:
| Jahr | AUF* |
| ---- | ---- |
| 2015 | 80   |
| 2014 | 81   |
| 2013 | 69   |
| 2012 | 58   |
| 2011 | 59   |
| 2010 | 59   |
| 2009 | 44   |
| 2008 | 52   |
| 2007 | 38   |

* AUF = Fälle mit Arbeitsunfähigkeit
In einer japanischen Studie wurden Nadelstich- oder Schnittverletzungen bei zahnmedizinischen Eingriffen am Tohoku University Hospital (TUH) Japan von 2002 bis 2020 gesammelt. In den untersuchten 19 Jahren wurden insgesamt 195 Nadelstich- und Schnittverletzungen im zahnmedizinischen Kontext registriert. Insgesamt 19 Prozent der Verletzungen, damit 37, wurden auf Injektionsnadeln zurückgeführt. Jedoch  infizierte sich keiner der Verletzten während des Untersuchungszeitraums durch eine Nadelstich- oder Schnittverletzung mit einer Infektionskrankheit.

### Impfungen

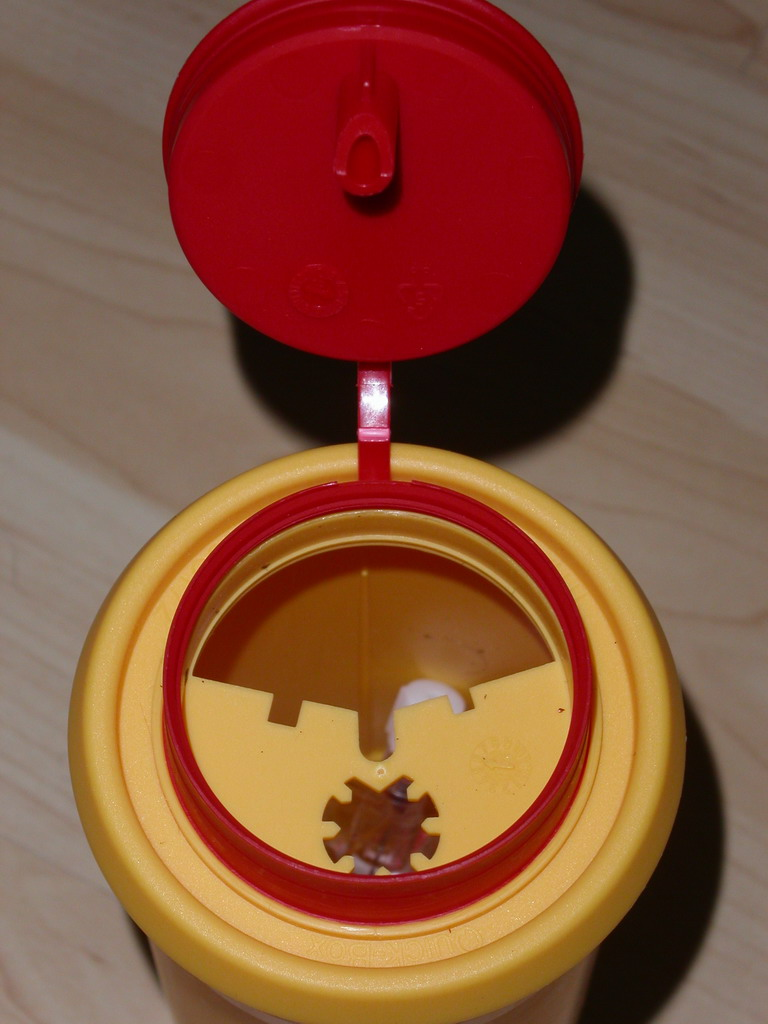
Abziehvorrichtung an einer Abwurfbox für gebrauchte Kanülen

Hepatitis-A-Impfstoffe und Hepatitis-B-Impfstoffe werden zur Vorbeugung einer Infizierung empfohlen. Gegen Hepatitis C existiert bislang kein Impfstoff. Die Immunität dauert beim Hepatitis-B-Impfstoff etwa 25 Jahre. Bei beruflich exponierten Personen wird in Großbritannien eine erneute Impfung alle fünf Jahre empfohlen. Hepatitis-A-Impfstoffe befinden sich auf der Liste der unentbehrlichen Arzneimittel der Weltgesundheitsorganisation und sind auch Bestandteil von Mehrfachimpfstoffen in Kombination mit Hepatitis-B-Impfstoffen.

### Biostoffverordnung
Ende Juli 2013 ist eine Neufassung der Biostoffverordnung (BioStoffV) in Kraft getreten. Vor allem sollen Beschäftigte im Gesundheitsdienst besser vor Infektionsrisiken durch Stich- und Schnittverletzungen geschützt werden. Gemäß § 10 BioStoffV müssen gebrauchte spitze und scharfe Arbeitsmittel, zu denen Injektionsnadeln oder Skalpelle zählen, sicher entsorgt werden. Anlass für die Neufassung war die nötige Umsetzung der EU-Nadelstichrichtlinie von 2010 in nationales Recht. Im Einzelnen sieht die Verordnung vor:
- Festlegung und Anwendung sicherer Verfahren für den Umgang mit scharfen/spitzen medizinischen Instrumenten und kontaminierten Abfällen und für deren Entsorgung
- Einführung sachgerechter Entsorgungsverfahren sowie deutlich gekennzeichneter und technisch sicherer Behälter für die Entsorgung scharfer/spitzer medizinischer Instrumente und Injektionsgeräte
- Vermeidung bzw. Einschränkung des unnötigen Gebrauchs scharfer/spitzer Instrumente
- Bereitstellung und Verwendung medizinischer Instrumente mit integrierten Sicherheits- und Schutzmechanismen
- Verbot des Wiederaufsetzens der Schutzkappe auf die gebrauchte Injektionsnadel (Recapping)

### Recapping

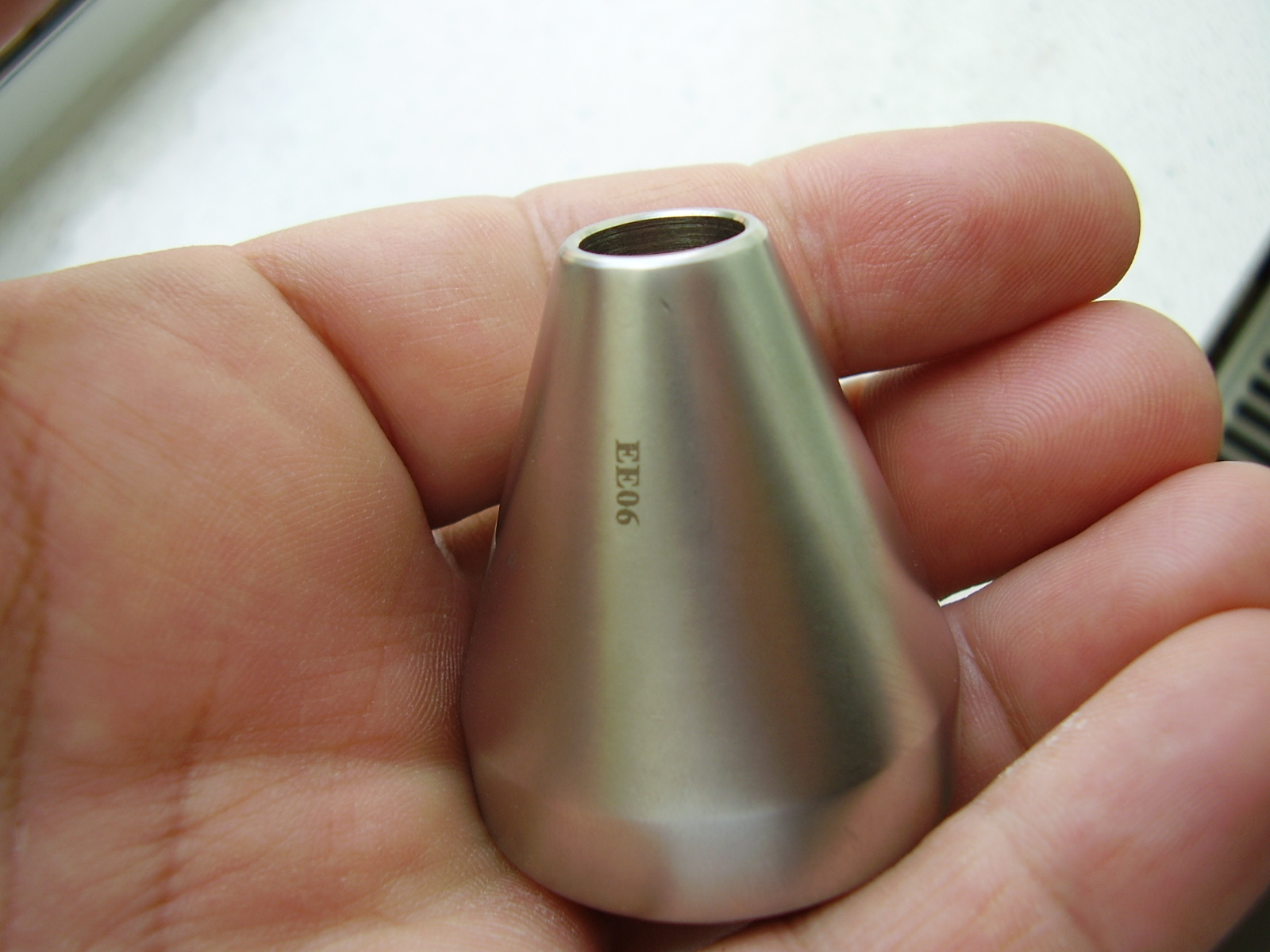
Metallständer, in den die leere Schutzkappe der Spritze gesteckt wird. Nach Benutzung wird die Spritze einhändig auf die Kappe zurückgesteckt. Der Metallständer steht frei auf dem Tisch.

Die „Technischen Regeln für Biologische Arbeitsstoffe“ (TRBA 250), die vom Ausschuss für biologische Arbeitsstoffe (ABAS) im Gemeinsamen Ministerialblatt veröffentlicht werden, beschreiben unter Punkt 4.2.5 Ziffer 5 explizit für die Zahnmedizin im Bereich der Lokalanästhesie das einhändige Recapping als sicheres Arbeitsgerät im Sinne der TRBA 250. Das einhändige Recapping ist damit in Deutschland in Zahnarztpraxen zugelassen. Das bedeutet, dass die Injektionsnadel nach der Injektion mit einer Hand in die Schutzhülle wiedereingeführt werden darf, sofern die andere Hand sich nicht in der Nähe der Schutzhülle befindet. Beispielsweise kann dazu ein Schutzkappenhalter verwendet werden, der einen sicheren Abstand beim Recapping gewährleistet. Injektionskanülen sind auf der Zylinderampullenspritze verschraubt, so dass diese nicht einfach entsorgt werden können, sondern vom Spritzenbesteck abgeschraubt werden müssen. Injektionskanülen dürfen auch nicht verbogen oder abgeknickt werden, es sei denn, diese Manipulation dient der Aktivierung einer integrierten Schutzvorrichtung.
In Österreich ist das Recapping seit Mai 2013 gemäß Nadelstichverordnung (NastV) § 4 Abs. 2, Nr. 2 verboten.
Zur Vermeidung von Nadelstichverletzungen wurde speziell für die Zylinderampullenhalter ein System (VarioSafe) entwickelt, bei dem nach der Injektion einhändig eine Kunststoffhülle über die Kanüle geschoben und in zwei Positionen arretiert werden kann. Die erste und reversible Arretierung dient der Ablage zwischen den einzelnen Injektionen und die zweite der sicheren Entsorgung.

## Aufklärung des Patienten
Bereits die Lokalanästhesie erfordert gemäß § 630e BGB die Erfüllung der medizinischen Aufklärungspflicht.

„Der Behandelnde ist verpflichtet, den Patienten über sämtliche für die Einwilligung wesentlichen Umstände aufzuklären. Dazu gehören insbesondere Art, Umfang, Durchführung, zu erwartende Folgen und Risiken der Maßnahme sowie ihre Notwendigkeit, Dringlichkeit, Eignung und Erfolgsaussichten im Hinblick auf die Diagnose oder die Therapie. Bei der Aufklärung ist auch auf Alternativen zur Maßnahme hinzuweisen, wenn mehrere medizinisch gleichermaßen indizierte und übliche Methoden zu wesentlich unterschiedlichen Belastungen, Risiken oder Heilungschancen führen können.“

Ferner wird vorgeschrieben, dass die Aufklärung mündlich, persönlich und rechtzeitig vor einem Eingriff zu erfolgen hat, damit der Patient über seine Entscheidung ausreichend nachdenken kann. Hierzu gehört bezüglich der Lokalanästhesie unter anderem die Aufklärung über die Alternativen, mögliche Nervenschädigungen oder die Gefahr der Bissverletzung während der Wirkungsdauer. Die Aufklärung ist zu dokumentieren. Eine eingeschränkte Fahrtüchtigkeit kann – im Gegensatz zu früherer Meinung – nicht dem Lokalanästhetikum allein angelastet werden.
Das Oberlandesgericht Hamm hat am 19. April 2016 entschieden, dass ein Zahnarzt für eine Behandlung mittels Infiltrations- oder Leitungsanästhesie haften kann, wenn er den Patienten über die als echte Alternative mögliche Behandlung mittels intraligamentärer Anästhesie nicht aufgeklärt hat und die vom Patienten für den zahnärztlichen Eingriff erteilte Einwilligung (engl.: Informed consent) deswegen unwirksam gewesen ist. Es verurteilte den Zahnarzt zur Zahlung eines Schmerzensgelds in Höhe von 4.000 €.

## Geschichte der Lokalanästhesie in der Zahnmedizin

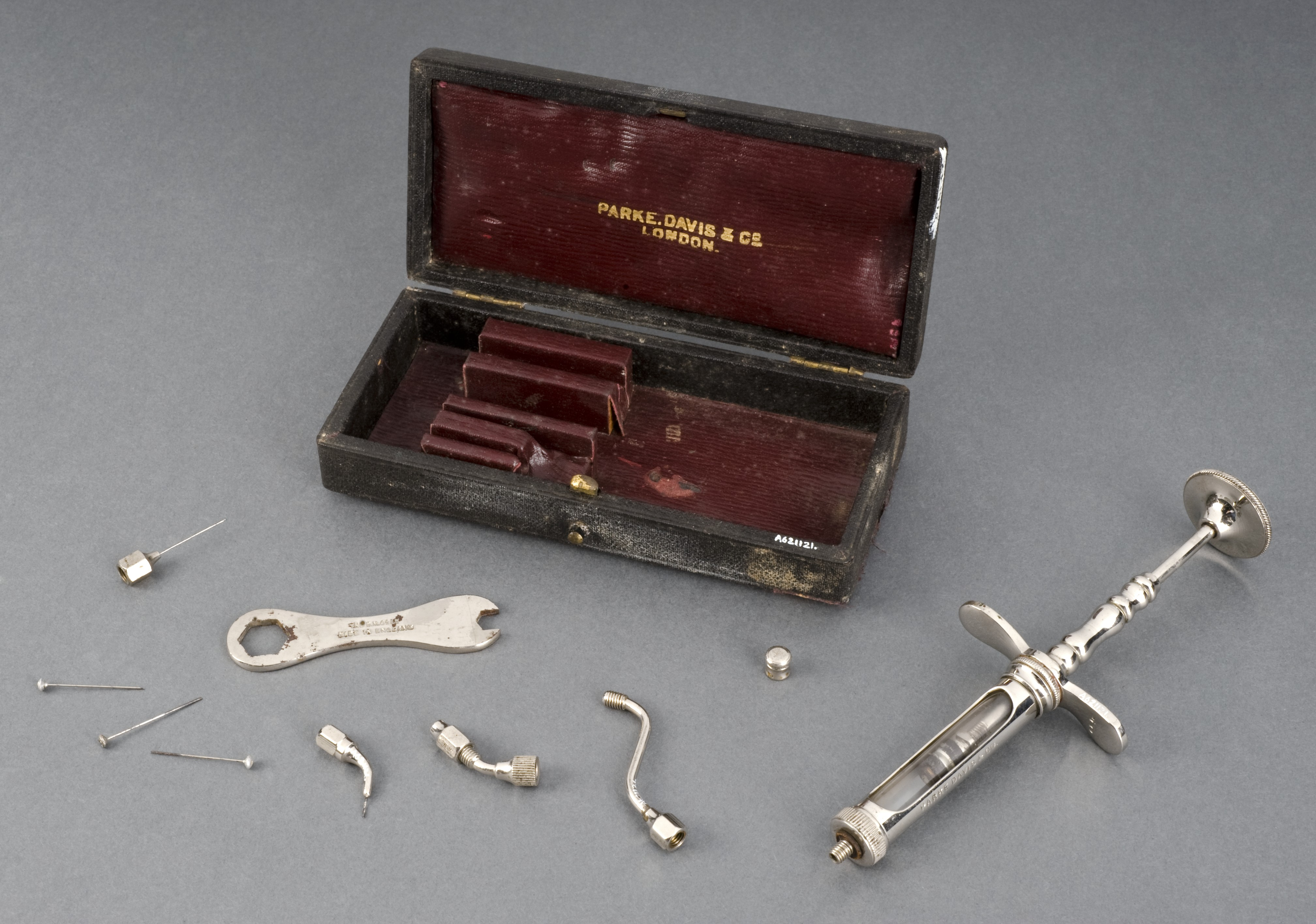
Besteck zur Lokalanästhesie.
Ende 19. Jahrhundert

Nachdem der Augenarzt Carl Koller (1857–1944) 1884 erkannte, dass Kokain bei Verkostung die Zunge betäubt, benutzte 1885 der Chirurg William Stewart Halsted (1852–1922) erstmals Kokain in der Zahnmedizin. Nach ersten Tierversuchen wendete er das Verfahren zur Betäubung des Nervus mandibularis als Leitungsanästhesie an. Neben der Oberflächen- und Leitungsanästhesie entwickelte sich daraus die Infiltrationsanästhesie. 1905 verlängerte der Leipziger Chirurg Heinrich Braun die Wirkdauer und -tiefe des von Alfred Einhorn entwickelten Procains, welcher dem Wirkstoff den Namen Novocain zuordnete, durch die Beigabe von Adrenalin. Dem aus Heilbronn stammenden Chemiker Friedrich Stolz war es 1905 im Auftrag von Hoechst gelungen, das Hormon Suprarenin künstlich herzustellen. Der Zahnarzt und Anatom Harry Sicher beschrieb 1920 in seinem Lehrbuch „Anatomie und Technik der Leitungsanästhesie im Bereiche der Mundhöhle“ die exakte Vorgehensweise bei der Durchführung der verschiedenen Lokalanästhesien im Mundbereich. Lidocain war das erste Amino-Amid-Lokalanästhetikum, das durch die schwedischen Chemiker Nils Löfgren (1913–1967) und Bengt Lundqvist (1922–1953) im Jahre 1943 synthetisiert wurde. Sie verkauften die Patentrechte des Lidocains an den schwedischen Pharmakonzern Astra AB. 1957 schritt die Entwicklung der Lokalanästhetika mit Synthetisierung des Mepivacains, 1963 des Bupivacains, 1958 des Prilocains und 1976 des Articains voran. Im Jahre 1981 wurde als neue Anästhesiemethode die intraligamentäre Anästhesie entwickelt. Erste Versuche gab es bereits 1920 in Frankreich, wo die „Anesthésie par injections intraligamenteuses“ berichtet wird. Sie konnte sich zum damaligen Zeitpunkt aufgrund der zur Verfügung stehenden Instrumente nicht als Standardmethode durchsetzen.

## Honorierung

### Deutschland
Die Lokalanästhesie wird – wie die meisten medizinischen Behandlungen – nach Dienstvertragsrecht (nicht nach Werkvertragsrecht) erbracht. Das bedeutet, dass eine ordnungsgemäße Behandlung geschuldet wird und in diesem Fall auch abgerechnet werden kann. Es wird jedoch nicht der Erfolg der Behandlung, also der Eintritt einer ausreichenden Betäubung, geschuldet. Für die Lokalanästhesie bedeutet dies, dass sie – nach ordnungsgemäßer Durchführung – jedoch mangelhaftem Wirkungseintritt (siehe oben: Anästhesieversager) – erneut erbracht und abgerechnet werden kann.

#### Gesetzliche Krankenkassen
In Deutschland wird gemäß der Richtlinie des Gemeinsamen Bundesausschusses für eine ausreichende, zweckmäßige und wirtschaftliche vertragszahnärztliche Versorgung bei der Behandlung im Oberkiefer der Schmerz durch Infiltrationsanästhesie ausgeschaltet, bei größeren Eingriffen oder bei entzündlichen Prozessen sowie bei der chirurgischen Behandlung im Unterkiefer durch eine Leitungsanästhesie. Die Infiltrationsanästhesie ist neben der Leitungsanästhesie in der Regel nicht angezeigt. Dies gilt nicht bei einer Pardontalbehandlung. Bei chirurgischen und parodontal-chirurgischen Leistungen können in begründeten Ausnahmefällen die Infiltrationsanästhesie neben der Leitungsanästhesie abgerechnet werden, wenn nur so eine ausreichende Anästhesietiefe oder die Ausschaltung der Anastomosen erreicht werden kann. Gemäß Bewertungsmaßstab zahnärztlicher Leistungen (BEMA) werden die Lokalanästhesien in Deutschland von den gesetzlichen Krankenkassen nach der
- BEMA-Nr. 40 Infiltrationsanästhesie mit 8 Punkten (ca. 7,50 €). (Die Leistung kann im Bereich von zwei nebeneinander stehenden Zähnen (Ausnahme: die beiden mittleren Schneidezähne oder bei intraligamentärer Anästhesie, bei denen die Infiltrationsanästhesie je Zahn abgerechnet wird) nur einmal je Sitzung abgerechnet werden),
- BEMA-Nr. 41a intraorale Leitungsanästhesie mit 12 Punkten (ca. 11,20 €),
- BEMA-Nr. 41b extraorale Leitungsanästhesie mit 16 Punkten (ca. 15,- €),

honoriert (Stand Juli 2014). Die Kosten der verwendeten Anästhetika sind mit dem Honorar abgegolten. Die intraorale Oberflächenanästhesie, die Schmerzausschaltung durch TENS und CCLADS sind keine Vertragsleistungen.
Bei einer langen Dauer des Eingriffs und nachlassender Wirkung der Anästhesie kann diese erneut durchgeführt und abgerechnet werden.

#### Privatbehandlung
Nach der privaten Gebührenordnung für Zahnärzte (GOZ) wird die Lokalanästhesie nach folgenden GOZ-Positionen berechnet:
- GOZ-Nr. 0080 Intraorale Oberflächenanästhesie, je Kieferhälfte oder Frontzahnbereich 30 Punkte (bei Ansatz des 2,3-fachen Satzes ca. 3,88 €)
- GOZ-Nr. 0090 Intraorale Infiltrationsanästhesie, 60 Punkte (bei Ansatz des 2,3-fachen Satzes ca. 7,76 €)
- GOZ-Nr. 0100 Intraorale Leitungsanästhesie, 70 Punkte (bei Ansatz des 2,3-fachen Satzes ca. 9,05 €)
- GOZ Extraorale Leitungsanästhesie: Analogberechnung gemäß GOZ § 6 Abs. 1

Wird die Leistung nach Nummer 0090 je Zahn mehr als einmal berechnet, ist dies in der Rechnung zu begründen. Bei den Leistungen nach den Nummern 0090 und 0100 sind die Kosten der verwendeten Anästhetika gesondert berechnungsfähig (ca. 1,- € je Zylinderampulle). Die Schmerzausschaltung durch TENS oder mittels CCLADS sind als Leistung weder im BEMA noch in der GOZ enthalten. Die Berechnung kann als Verlangensleistung nach § 2 Abs. 3 GOZ erfolgen – bei GKV-Patienten nach vorheriger Vereinbarung gemäß Bundesmantelvertrag-Zahnärzte § 4 Abs. 5 (BMV-Z) beziehungsweise Ersatzkassenvertrag-Zahnärzte § 7 Abs. 7 (EKVZ).

### Österreich
Gemäß den Autonomen Honorarrichtlinien (AHR) der Österreichischen Zahnärztekammer (die jedoch nicht bindend sind) beträgt das Honorar für jede Art der Lokalanästhesie in der Zahnmedizin 20.- €. Dies gilt, falls ein Wahlzahnbehandler (Zahnarzt, der keinen Vertrag mit einer Gebietskrankenkassa abgeschlossen hat und daher auch keinen Zahnbehandlungsschein entgegennimmt) tätig wird.

### Schweiz
Schweizer Zahnärzte sind an keinen Tarif gebunden. Gemäß dem Schweizer Zahnarzttarif, der jedoch nur für Mitglieder der Schweizerischen Zahnärzte-Gesellschaft (SSO) bindend ist, wird das Honorar durch Multiplikation der Taxpunktzahl der Leistung bei der Behandlung von Privatpatienten mit dem Taxpunktwert (TPW) ermittelt, der für eine Infiltrationsanästhesie maximal SFr. 5.80 (Stand 2014) betragen darf, aber auch unterschritten werden kann. Hiernach gilt nach der Ziffer 4065 eine Taxpunktzahl von 11 für die Infiltrationsanästhesie, was höchstens einen Betrag von SFr. 63,80 (umgerechnet 58,82 €) ergibt.
Bei Sozialversicherungsfällen, die unter das Unfallversicherungsgesetz und das Krankenversicherungsgesetz fallen, sind sowohl Taxpunktzahl als auch Taxpunktwert (SFr. 3,10) pro Leistung fix. Dies ergibt für eine Infiltrationsanästhesie ein Honorar von SFr. 34,10 (umgerechnet 31,44 €).